# Paraná (Argentina)

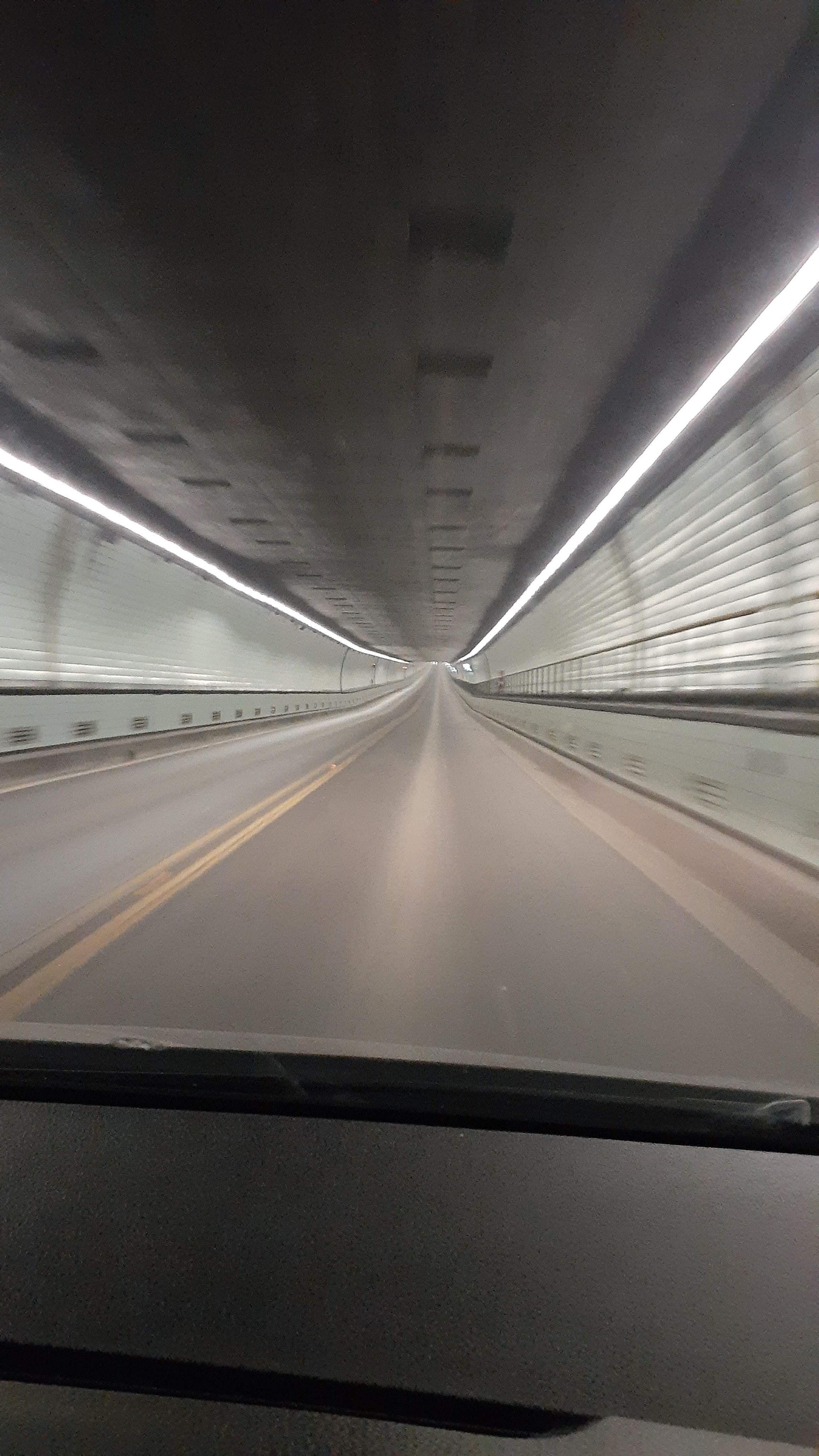
Túnel Subfluvial que une Paraná con la ciudad de Santa Fe

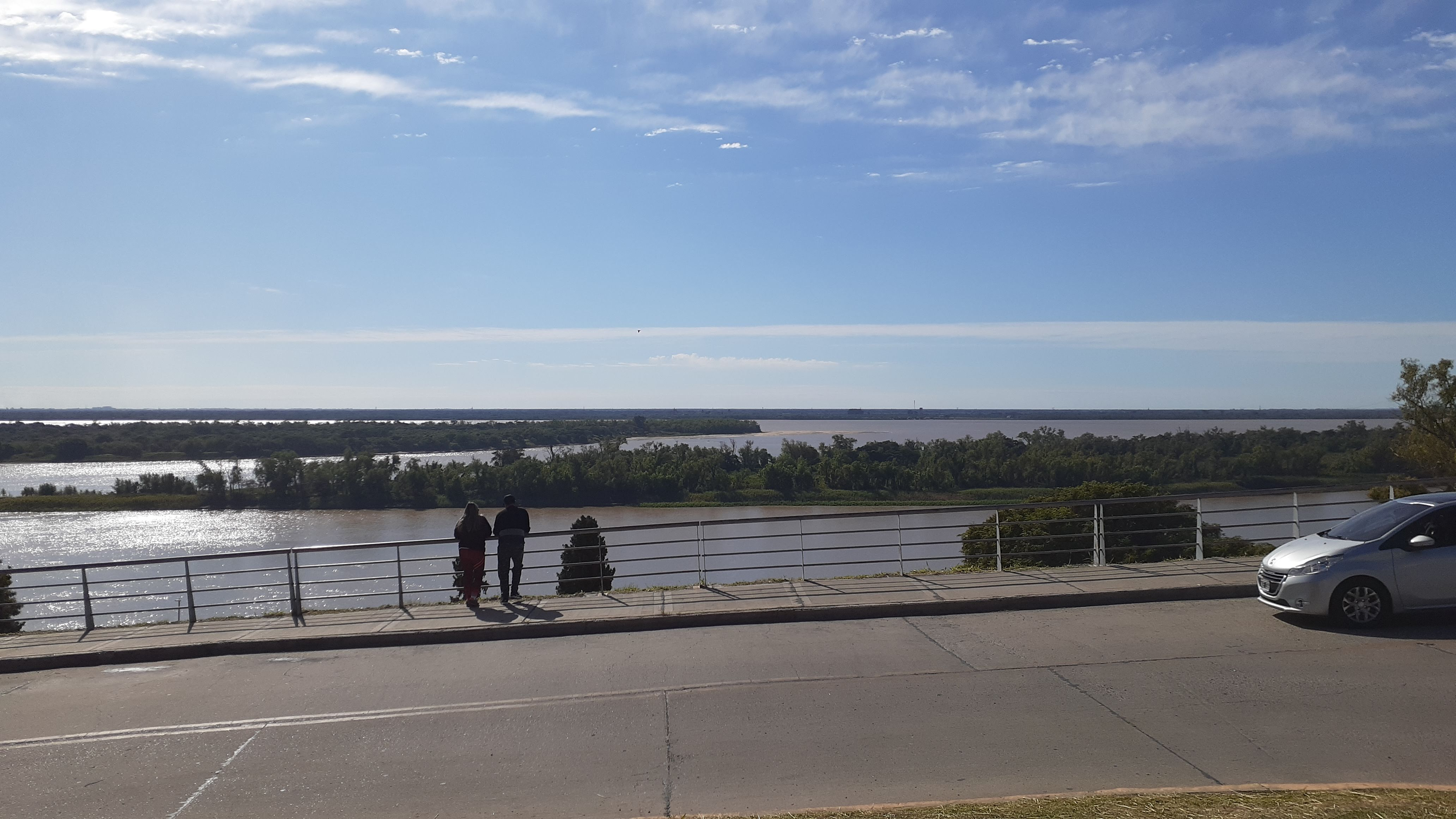
Vista del Río Paraná desde la costanera alta

Paraná es la ciudad capital de la provincia de Entre Ríos, Argentina. Se ubica al oeste de la provincia, al este del río Paraná —poco antes de que este reciba al río Salado—. Administrativamente, es un municipio cabecera del departamento Paraná, comprende un área rural y la localidad del mismo nombre dentro del aglomerado Gran Paraná en el distrito Sauce. Desde 2009, existe una zonificación de la ciudad a través de cuatro unidades relativamente autónomas.
Posee 137 km² y una población de 268 889 habitantes, según datos definitivos del censo de 2022, siendo la ciudad más poblada de la provincia y la decimocuarta a nivel nacional. Además, es el principal componente del aglomerado llamado Gran Paraná. Junto al Gran Santa Fe conforman un área urbana de más de 1 000 000 habitantes, unidas por el túnel subfluvial Raúl Uranga-Carlos Sylvestre Begnis.
Paraná fue formándose en la época de la colonización española, pero no fue fundada como ciudad, sino que su poblamiento fue gradual. Entre 1853 y 1861 fue la capital de la Confederación Argentina.
Las barrancas parquizadas, como el Parque Urquiza, son una de las características singulares de Paraná, que tiene una estrecha relación con el río que le da nombre.

## Toponimia
El topónimo de la ciudad proviene del río Paraná en cuya orilla se encuentra.
Originariamente denominada Bajada del Paraná, se convirtió al fundarse la villa en Villa Nuestra Señora del Rosario de la Bajada del Paraná. Más tarde, esta denominación se olvidó y pasó a llamarse Villa del Paraná y luego Ciudad del Paraná. Inevitablemente se simplificó a Paraná.

## Historia
La ciudad surgió en el siglo XVII cuando vecinos de la ciudad de Santa Fe se establecieron en la otra orilla del río Paraná. La población del lugar fue desarrollándose lentamente adquiriendo cierto acrecentamiento, tanto en la zona ribereña cercano al antiguo desembarcadero, como en los campos que se extendían bordeando el río Paraná, sin que se realizaran las ceremonias acostumbradas al fundarse una ciudad hispana; no hubo elección previa del terreno, careció del rollo de la justicia y del acta fundacional; pero las condiciones eran propicias para el poblamiento; había abundante ganado cimarrón, el suelo era fértil, no faltaba agua, ni leña y por el momento se mantenía una relativa paz con los pueblos originarios. Los primeros pobladores llamaron al lugar con el nombre escrito en grafía castellana usada hasta el siglo XIX como Baxada del Paraná y actualmente en el mismo idioma tal como suena: Bajada del Paraná.

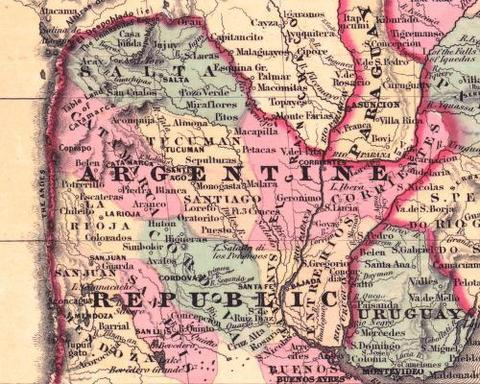
Mapa de la Argentina, de principios del, donde la ciudad de Paraná figura con el nombre de Bajada.

La capilla era el eje de la población y dado el incremento de ésta, el Cabildo Eclesiástico de Buenos Aires la transformó en Parroquia bajo la advocación de la Virgen del Rosario el 23 de octubre de 1730. A falta de una fundación formal, esta fecha se considera como inicio de la cronología oficial. El 25 de junio de 1813 alcanzó la categoría de villa y se independiza de la ciudad de Santa Fe, adoptando desde ese entonces el nombre Paraná, en 1822 es designada capital de la provincia de Entre Ríos y es elevada al rango de ciudad el 26 de agosto de 1826.
Entre el 24 de marzo de 1854 y el 2 de diciembre de 1861, Paraná fue capital de la Confederación Argentina hasta que Buenos Aires es designada capital del país en 1862. En 1883 con la reforma de la Constitución Provincial, Paraná recuperó el carácter de capital provincial, que había obtenido en 1822.
En 1994 Paraná junto con la ciudad de Santa Fe fue sede de la Convención Reformadora de la Constitución Nacional Argentina.

## Ubicación geográfica
Se encuentra a orillas del río homónimo del cual toma su nombre; 470 km la separan de la capital del país, Buenos Aires, y unos 20 km de la vecina ciudad de Santa Fe con la cual está comunicada a través del túnel subfluvial Raúl Uranga-Carlos Sylvestre Begnis (ex "Hernandarias").
Según los datos del censo del INDEC a fines de 2010, Paraná tenía 247 863 habitantes. En tanto que el departamento Paraná sumaba 339 930 habitantes.

## Descripción y entorno

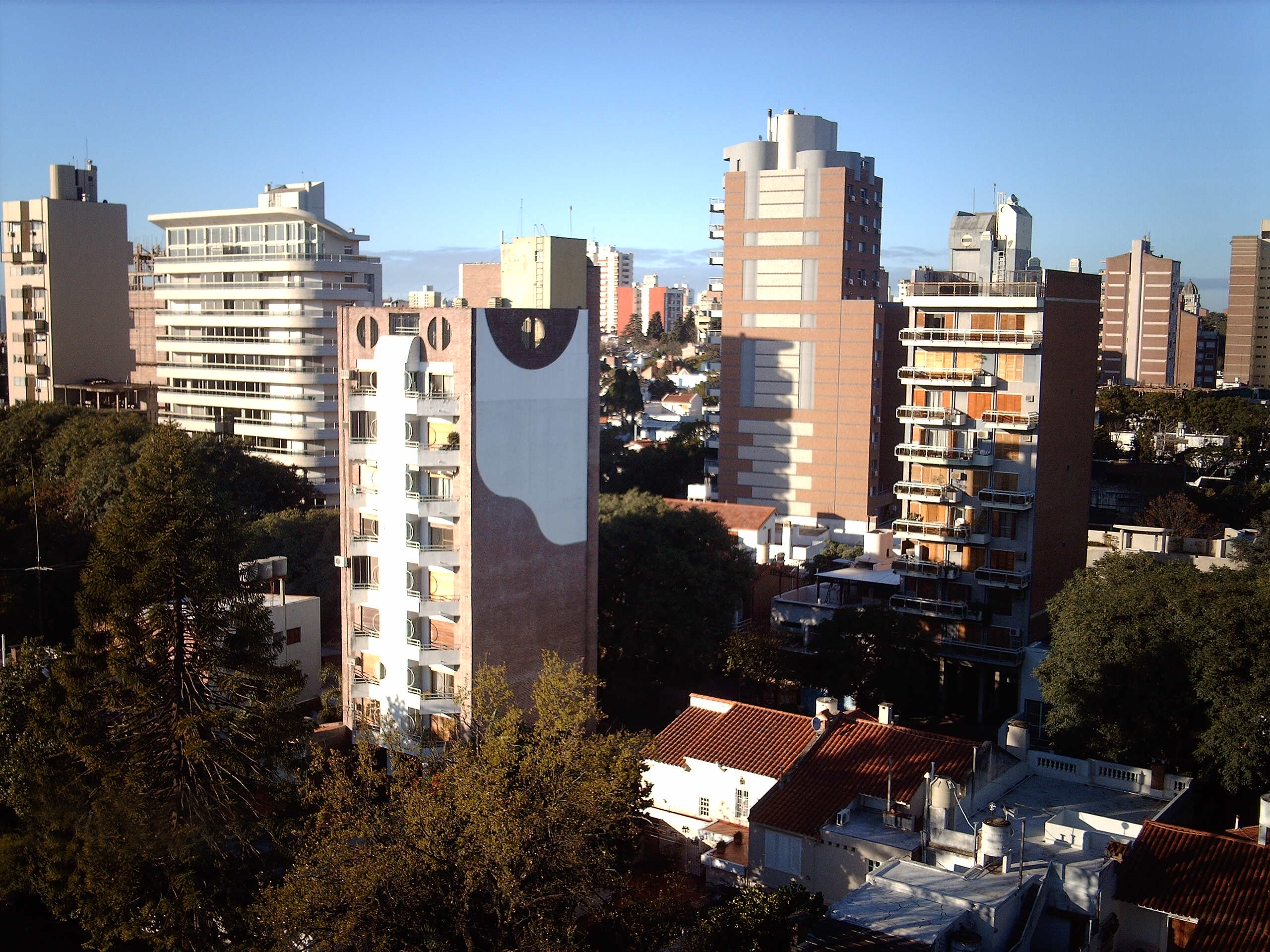
Vista céntrica de Paraná.

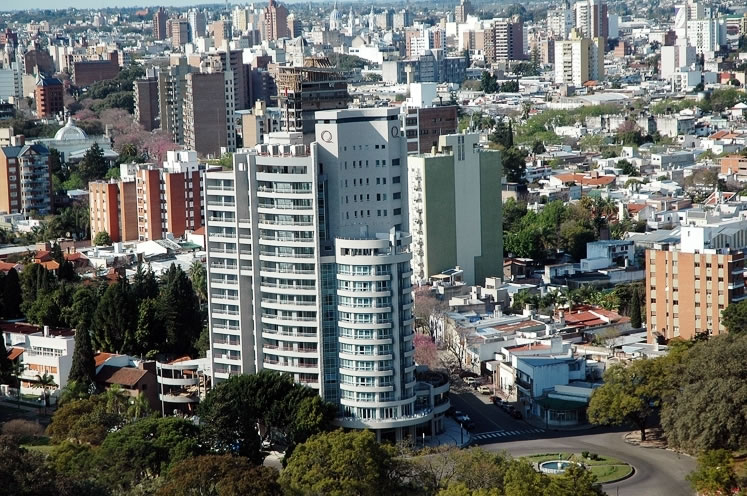
Monumento "Danza del Indio" y torre Maran Suites (Parque Urquiza).

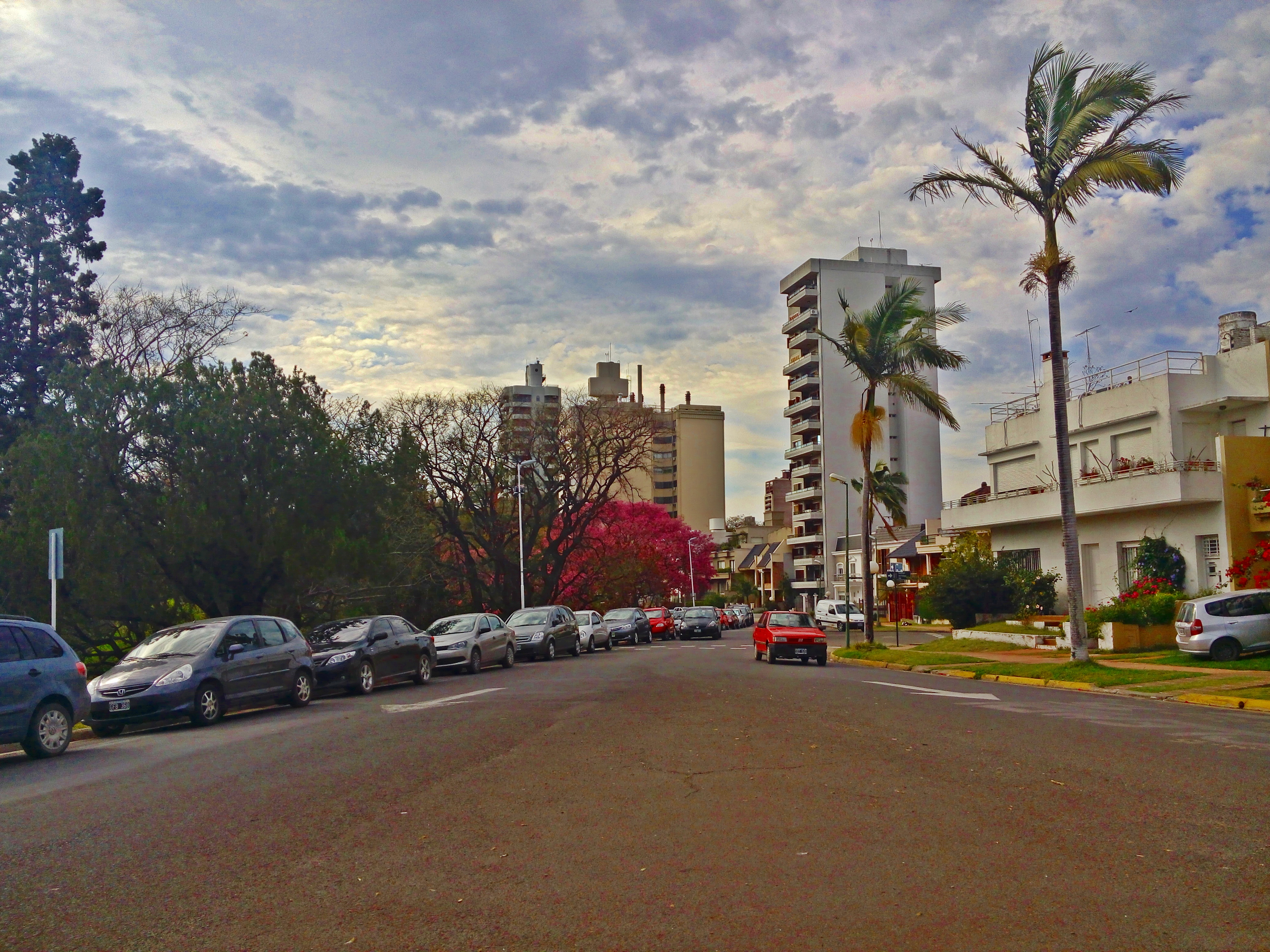
Calle Martiniano Leguizamón en El Rosedal, Parque Urquiza.

La ciudad mezcla edificios de numerosas épocas y estilos. Su palacio municipal de líneas europeas, uno de los más bellos del país, el Teatro Municipal "3 de Febrero" (ecléctico), la Casa de Gobierno (renacentista italiano), junto con las modernas torres que se levantan en cercanías del Parque Urquiza, zona centro y amplias avenidas y boulevares. En el año 2010 se comenzaron a construir alrededor de 70 edificios. En el año 2011 se presentaron 315 proyectos para construir edificios. Para fines del 2013 es notoria la gran cantidad de edificios en la ciudad, se estima que son más de 100. Paraná es la ciudad más grande y más poblada de la Provincia de Entre Ríos. Además de la gran cantidad de edificios en la zona céntrica también se suman los barrio monoblocks en distintos puntos de la ciudad, que van desde los 2 pisos hasta los 5 pisos, como los barrios El Sol, Paraná XIV, Rocamora, entre otros. También hay numerosos barrios con viviendas idénticas, como los barrios 240 viviendas, 188 viviendas, Mosconi III, entre otros.
El exuberante entorno natural contribuye a ese desarrollo turístico. Un cuidado y extenso parque, el Parque Urquiza, comunica la ribera baja del río con la elevada ciudad ubicada sobre las barrancas, cual balcón al río. De importancia son también el Parque Nuevo, con una gran vegetación autóctona y un entorno completamente natural, con senderos que se internan en la espesura del salvaje monte. Debido a la elevada posición de la ciudad (unos 50 metros de altura promedio sobre el río) se tienen hermosas vistas desde diferentes puntos de la misma. Sus playas son unos de los puntos turísticos más concurridos en la ciudad, su activa peatonal ubicada en el centro de la ciudad tiene un gran aporte a la ciudad ya sea por sus centros comerciales como por sus Bancos instalados en esta zona.

## Límites ejidales
El 16 de diciembre de 1824 se sancionó la primera ley de la provincia que determinaba la extensión de los ejidos de las poblaciones para poder situar las chacras:

Se designará por el Gobierno la distancia de dos leguas de fondo á cada viento, en circunferencia de los pueblos...

Los límites del ejido de la municipalidad de Paraná fueron ampliados por decreto provincial del 30 de mayo de 1868 (previamente autorizado por ley del 20 de mayo de 1868) para abarcar los terrenos ubicados entre esa ciudad y el arroyo de las Tunas al este.

Art. 1°. Declárase comprendidos dentro de los éjidos de la Ciudad del Paraná los terrenos ubicados entre esa Ciudad y el Arroyo de las Tunas al Este, considerándose como límites la parte occidental del mismo Arroyo, al Sud el lugar denominado Los Berros, en un línea con aquél Arroyo y el Rio Paraná.

La Ley de Ejido del 13 de marzo de 1872 estableció que las localidades de la provincia debían tener un ejido de 4 leguas cuadradas. A raíz de una disputa con particulares por los anegadizos de la Bajada Grande, y ante la reclamación de la Municipalidad de Paraná, el gobierno provincial dictó un decreto el 23 de octubre de 1917 confirmando los límites fijados el 30 de mayo de 1868:

ARTÍCULO 1º.- Confirmase en todas sus partes el Decreto de mayo 30 de 1868 fijando los límites del Ejido de Paraná, aclarándolo en los siguientes términos: al este, el arroyo "Las Tunas" parte occidental; al sud, el arroyo "Los Berros" y desde su terminación, "El Timbó" hasta su desembocadura en el Río Paraná al oeste, el río Paraná, brazo Paracao; y al norte, el Paraná y el arroyo "Las Conchas" hasta su unión con el de "Las Tunas".

La ley provincial n.º 5348 sancionada y promulgada el 17 de mayo de 1973 por la intervención militar de la provincia amplió los límites del ejido de Paraná hasta el arroyo Sauce Grande y límites con Diamante, una vez restaurado el orden democrático el 14 de septiembre de 1973 fue sancionada la ley n.º 5396 (promulgada el 4 de noviembre de 1973) que la derogó.
El islote municipal Curupí (antes islote El Dique), ubicado frente al Puerto Nuevo, se formó en 1943 luego de una bajante del río Paraná y pertenece en propiedad a la municipalidad de Paraná por donación hecha por el Gobierno provincial por decreto-ley n.º 4816 sancionado y promulgado el 12 de septiembre de 1969. La ley no lo incorporó al ejido municipal por lo que es de jurisdicción provincial. Desde el 21 de julio de 1995 es un área natural protegida. La isla Puente, ubicada en sus cercanías, es de propiedad privada y no pertenece al ejido de Paraná.

## Demografía
La demografía de la ciudad de Paraná, capital de la provincia de Entre Ríos, refleja una evolución influenciada por procesos históricos de colonización, inmigración europea y crecimiento urbano sostenido desde el siglo XVIII hasta la actualidad. A lo largo de los siglos, Paraná se transformó en una ciudad multicultural y diversa, marcada por la llegada de múltiples comunidades extranjeras que han contribuido profundamente a su desarrollo económico, cultural y social.
Según el Censo Nacional de Población, Hogares y Viviendas 2022, la ciudad de Paraná tiene una población de 247.863 habitantes, lo que la convierte en la ciudad más poblada de la Provincia de Entre Ríos. Le siguen Concordia (con 182.741 habitantes) y Gualeguaychú (con 100.787 habitantes).
Paraná forma parte de un aglomerado urbano mayormente conocido como el Gran Paraná, que incluye localidades cercanas como San Benito, Colonia Avellaneda, Oro Verde, Sauce Montrull y Cerrito, entre otras. Este conjunto urbano tiene una dinámica metropolitana, especialmente en lo laboral, educativo y comercial, y conforma una de las regiones más densamente pobladas de la región del litoral argentino.
La ciudad presenta una distribución urbana irregular determinada por su topografía ribereña. El centro histórico se ubica sobre una meseta elevada, con pendientes hacia el río Paraná, lo que ha generado un trazado urbano con calles escalonadas, barrancas y terrazas. Las zonas norte y este han sido las de mayor expansión urbana en las últimas décadas, con barrios residenciales, asentamientos periurbanos y urbanizaciones cerradas.
El crecimiento urbano ha sido acompañado por el desarrollo de infraestructura vial y de servicios, aunque persisten desafíos relacionados con la integración de barrios periféricos y la planificación de un crecimiento sostenible.

### Asentamiento
El origen de la ciudad de Paraná se remonta al siglo XVII, cuando vecinos de Santa Fe comenzaron a establecerse de manera espontánea en la zona conocida como la "Bajada del Paraná", sobre la margen izquierda del río homónimo. No tuvo una fundación formal, pero el 23 de octubre de 1730, la capilla local fue elevada a parroquia bajo la advocación de la Virgen del Rosario, fecha considerada como el inicio oficial de la cronología de la ciudad.
Durante el siglo XIX, Paraná se consolidó como un centro estratégico debido a su ubicación fluvial, facilitando el comercio y las comunicaciones. Fue designada capital de la provincia de Entre Ríos en 1822 y obtuvo el rango de ciudad en 1826. Entre 1854 y 1861, fue sede del gobierno nacional como capital de la Confederación Argentina.
A lo largo de su historia, la ciudad fue recibiendo progresivamente olas migratorias de origen europeo, principalmente como resultado de políticas de colonización agrícola impulsadas por el Estado argentino en el siglo XIX, entre ellas la Ley Avellaneda de 1876, que promovía la inmigración para poblar regiones despobladas y desarrollar el agro. Estas políticas facilitaron el asentamiento de inmigrantes suizos, alemanes, italianos, españoles, judíos, entre otros. 

### Composición étnica
La población de Paraná es mayoritariamente descendiente de europeos, principalmente de origen italiano, español, alemán, suizo y judío, producto de la fuerte inmigración recibida entre fines del siglo XIX y comienzos del siglo XX.
Uno de los grupos más representativos son los alemanes del Volga, quienes llegaron a Entre Ríos a fines de la década de 1870, tras emigrar desde Rusia. Fundaron aldeas como Valle María, Spatzenkutter, Aldea Salto, San Francisco y Aldea Protestante, esta última establecida en 1878. Estas comunidades mantuvieron su lengua, su religión protestante y costumbres durante generaciones y forman parte del acervo cultural entrerriano.
Asimismo, la inmigración suiza (principalmente del cantón de Valais) se estableció en colonias como San José (1857) y Villa Urquiza (1859), introduciendo prácticas democráticas y contribuyendo al desarrollo rural.
Otros grupos presentes en la ciudad y sus alrededores incluyen franceses, austríacos, eslovenos y rusos. A esto se suman, en décadas más recientes, comunidades provenientes de Asia (particularmente China y Corea) que se han insertado en el comercio urbano.

### Inmigración
Paraná ha sido, desde el siglo XIX, una ciudad de inmigrantes. La provincia de Entre Ríos fue uno de los principales destinos de la inmigración europea promovida por el Estado argentino.
Los suizos fueron de los primeros en arribar, estableciéndose en colonias agrícolas a partir de 1857. Le siguieron los italianos, que emigraron masivamente desde el sur de Italia entre fines del siglo XIX y comienzos del XX, impulsados por las malas condiciones socioeconómicas en su país. Los italianos se destacaron en la agricultura, el comercio y la construcción.
Los españoles, particularmente catalanes, castellanos y leoneses, también llegaron en gran número, sumándose a la vida comercial y social de la ciudad.
La inmigración alemana, especialmente la de los alemanes del Volga, fue central en la configuración del perfil rural de Entre Ríos. Se asentaron en las inmediaciones de Paraná y fundaron numerosas aldeas. Se destacaron por conservar su cultura, su lengua y su religión protestante.
También se establecieron comunidades judías procedentes del Imperio Ruso, Polonia y Rumania, entre 1890 y 1930, conocidas como "gauchos judíos". Se dedicaron a la agricultura, la ganadería y el comercio y fundaron colonias como Clara, Lucienville y San Antonio.
La ciudad y el departamento Paraná también fueron destino de eslovenos, quienes llegaron entre 1879 y 1930, muchos de ellos huyendo de conflictos en el Imperio austrohúngaro. Se instalaron especialmente en localidades como San Benito.
En el siglo XX, se sumaron inmigrantes provenientes de países limítrofes, como Paraguay y Uruguay, así como inmigrantes asiáticos, especialmente chinos, coreanos y japoneses, quienes se insertaron en el sector comercial y gastronómico de la ciudad.
Según datos del Censo Nacional de 1895, en Entre Ríos residían 63.050 extranjeros. De ellos, 20.609 eran italianos, 10.045 rusos alemanes (alemanes del Volga), 6.374 españoles, 4.615 franceses, 2.178 suizos y 2.141 austríacos, entre otros.
Esta heterogeneidad inmigratoria dio forma a una ciudad plural, culturalmente rica y con una profunda herencia europea.

## Religión
La religión predominante en la ciudad de Paraná es el catolicismo, reflejo de la herencia colonial española. La Iglesia católica ha mantenido históricamente una fuerte presencia en la ciudad, con múltiples parroquias, instituciones educativas y celebraciones religiosas tradicionales.
No obstante, la diversidad étnica que caracterizó a la inmigración trajo también pluralidad religiosa. Los inmigrantes alemanes del Volga y suizos protestantes establecieron comunidades religiosas luteranas y evangélicas. La Aldea Protestante, fundada en 1878, conserva hasta hoy templos y costumbres religiosas ligadas al protestantismo alemán.
También hay presencia de iglesias evangélicas contemporáneas, que han crecido en las últimas décadas, así como templos adventistas, metodistas y pentecostales.
La inmigración judía estableció sus propias instituciones religiosas, culturales y sociales, aunque la comunidad en Paraná es reducida en comparación con otras ciudades.
Según una encuesta nacional de IPSOS (2023), la situación religiosa en Argentina se distribuye de la siguiente forma.
| Religión                                     | Porcentaje |
| -------------------------------------------- | ---------- |
| Católicos                                    | 48%        |
| Sin religión                                 | 25%        |
| Evangélicos (protestantes y pentecostales)   | 10%        |
| Otros cristianos                             | 10%        |
| Otras religiones (judía, islámica, oriental. | 5%         |

## Clima

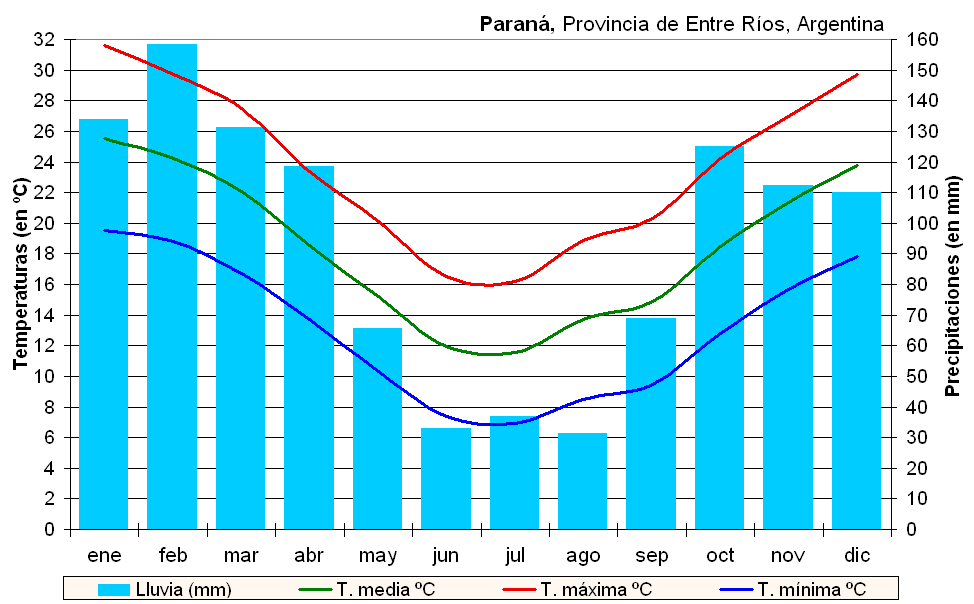
Climograma de Paraná.

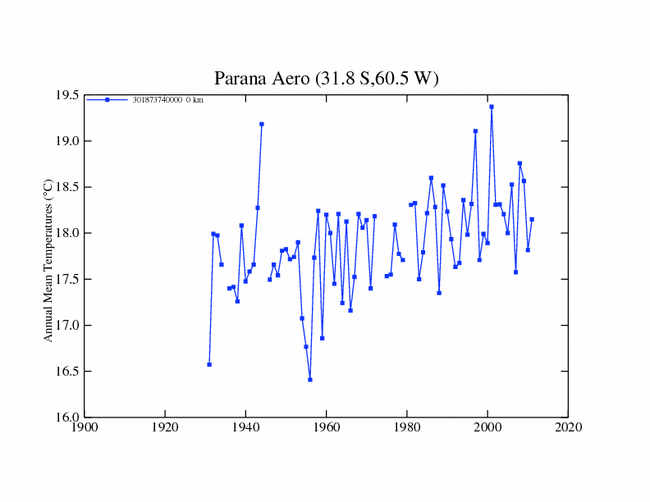
Tº en casilla desde 1931, indicando solamente la tropicalización de la Isla de Calor del Gran Paraná. Sin sesgo del acumulador de calor, la región expresa la Tº según la Estación meteo de Oro Verde

Paraná posee un clima pampeano, con una temperatura promedio de 18 °C (anual) y un total anual de precipitaciones que no supera los 1250 mm.
En el verano la temperatura promedio de la ciudad es de 23 °C, con picos máximos de 37 y mínimos de 10 °C, con un nivel medio de precipitaciones (promedio estacional de 400 mm).
En invierno la temperatura llega a descender por debajo de los 0 °C provocando heladas, con máximas de 18 y mínimas de 5 °C, con bajas precipitaciones (promedio estacional de 100 mm). La humedad relativa promedio anual es del 73%.
| Parámetros climáticos promedio de Paraná, Entre Ríos (General Justo José de Urquiza Airport) 1991–2020, extremes 1961–present | Parámetros climáticos promedio de Paraná, Entre Ríos (General Justo José de Urquiza Airport) 1991–2020, extremes 1961–present | Parámetros climáticos promedio de Paraná, Entre Ríos (General Justo José de Urquiza Airport) 1991–2020, extremes 1961–present | Parámetros climáticos promedio de Paraná, Entre Ríos (General Justo José de Urquiza Airport) 1991–2020, extremes 1961–present | Parámetros climáticos promedio de Paraná, Entre Ríos (General Justo José de Urquiza Airport) 1991–2020, extremes 1961–present | Parámetros climáticos promedio de Paraná, Entre Ríos (General Justo José de Urquiza Airport) 1991–2020, extremes 1961–present | Parámetros climáticos promedio de Paraná, Entre Ríos (General Justo José de Urquiza Airport) 1991–2020, extremes 1961–present | Parámetros climáticos promedio de Paraná, Entre Ríos (General Justo José de Urquiza Airport) 1991–2020, extremes 1961–present | Parámetros climáticos promedio de Paraná, Entre Ríos (General Justo José de Urquiza Airport) 1991–2020, extremes 1961–present | Parámetros climáticos promedio de Paraná, Entre Ríos (General Justo José de Urquiza Airport) 1991–2020, extremes 1961–present | Parámetros climáticos promedio de Paraná, Entre Ríos (General Justo José de Urquiza Airport) 1991–2020, extremes 1961–present | Parámetros climáticos promedio de Paraná, Entre Ríos (General Justo José de Urquiza Airport) 1991–2020, extremes 1961–present | Parámetros climáticos promedio de Paraná, Entre Ríos (General Justo José de Urquiza Airport) 1991–2020, extremes 1961–present | Parámetros climáticos promedio de Paraná, Entre Ríos (General Justo José de Urquiza Airport) 1991–2020, extremes 1961–present |
| Mes | Ene. | Feb. | Mar. | Abr. | May. | Jun. | Jul. | Ago. | Sep. | Oct. | Nov. | Dic. | Anual |
| --- | --- | --- | --- | --- | --- | --- | --- | --- | --- | --- | --- | --- | --- |
| Temp. máx. abs. (°C) | 39.5 | 38.4 | 37.2 | 34.7 | 32.8 | 30.0 | 31.5 | 36.0 | 39.0 | 38.5 | 38.3 | 39.6 | 39.6 |
| Temp. máx. media (°C) | 31.2 | 29.7 | 27.9 | 24.0 | 20.3 | 17.3 | 16.9 | 19.6 | 21.8 | 24.6 | 27.6 | 29.8 | 24.2 |
| Temp. media (°C) | 25.0 | 23.6 | 21.8 | 18.3 | 15.0 | 12.2 | 11.4 | 13.3 | 15.5 | 18.6 | 21.5 | 23.8 | 18.3 |
| Temp. mín. media (°C) | 19.4 | 18.6 | 16.9 | 13.8 | 11.0 | 8.3 | 7.2 | 8.4 | 10.2 | 13.3 | 15.7 | 18.0 | 13.4 |
| Temp. mín. abs. (°C) | 11.8 | 9.9 | 6.6 | 3.5 | -1.0 | -2.5 | -2.5 | -2.0 | 0.4 | 2.6 | 4.7 | 7.5 | -2.5 |
| Precipitación total (mm) | 112.2 | 128.3 | 147.6 | 136.6 | 63.5 | 36.7 | 30.8 | 38.4 | 54.0 | 131.1 | 123.6 | 152.0 | 1154.8 |
| Días de precipitaciones (≥ 0.1 mm)                                                                                            | 7.6 | 7.9 | 7.3 | 8.4 | 5.8 | 4.4 | 4.1 | 4.2 | 5.6 | 9.3 | 8.0 | 8.9 | 81.6 |
| Horas de sol | 285.2 | 243.0 | 238.7 | 198.0 | 176.7 | 147.0 | 176.7 | 207.7 | 210.0 | 232.5 | 264.0 | 254.2 | 2629.8 |
| Humedad relativa (%) | 66.3 | 71.5 | 73.9 | 77.1 | 79.5 | 79.6 | 75.4 | 70.2 | 67.7 | 69.5 | 65.3 | 64.9 | 71.8 |
| Fuente: Servicio Meteorológico Nacional                                                                                       | | | | | | | | | | | | | |

## Industria y comercio

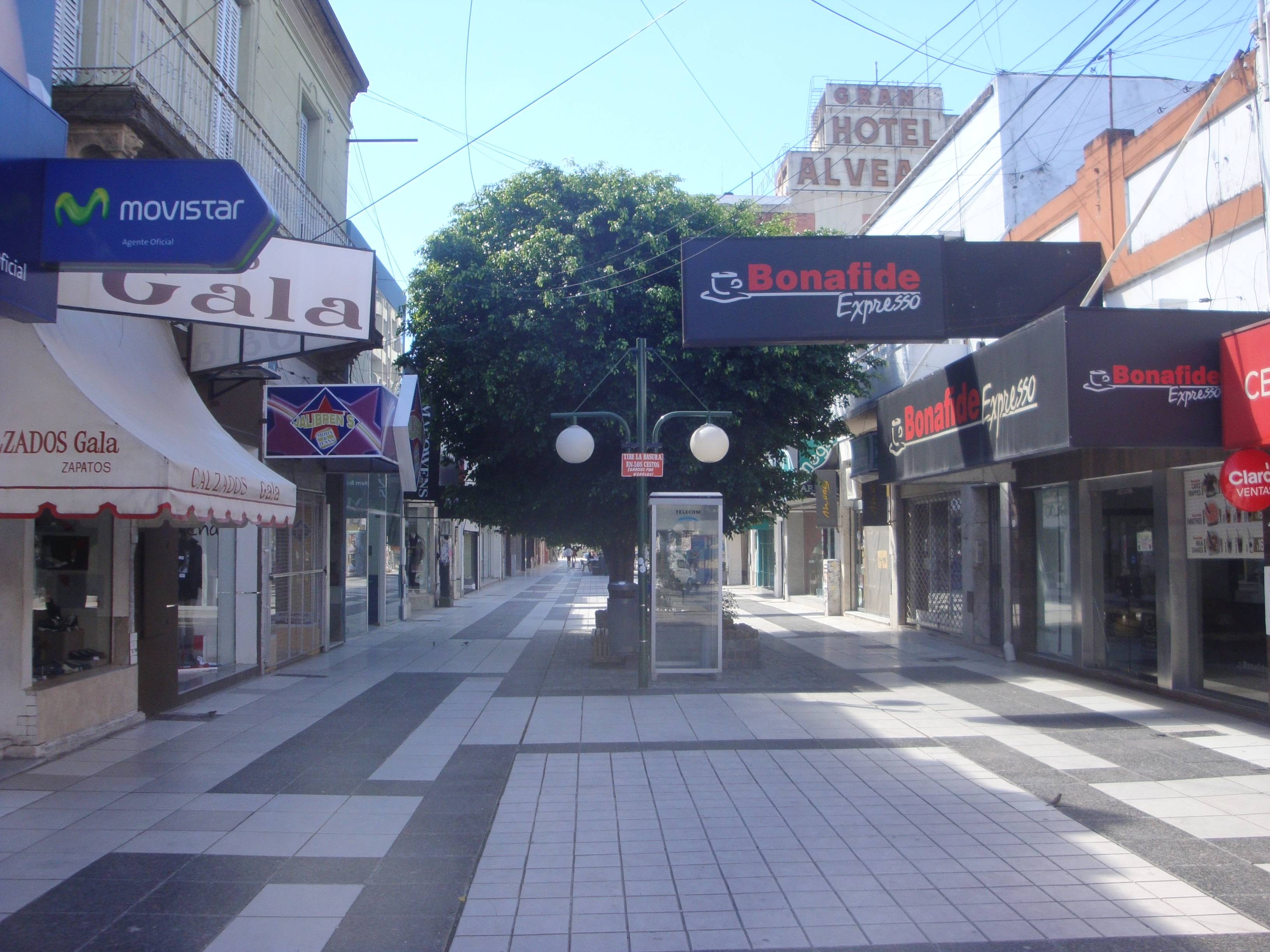
Peatonal San Martín, calle comercial de Paraná

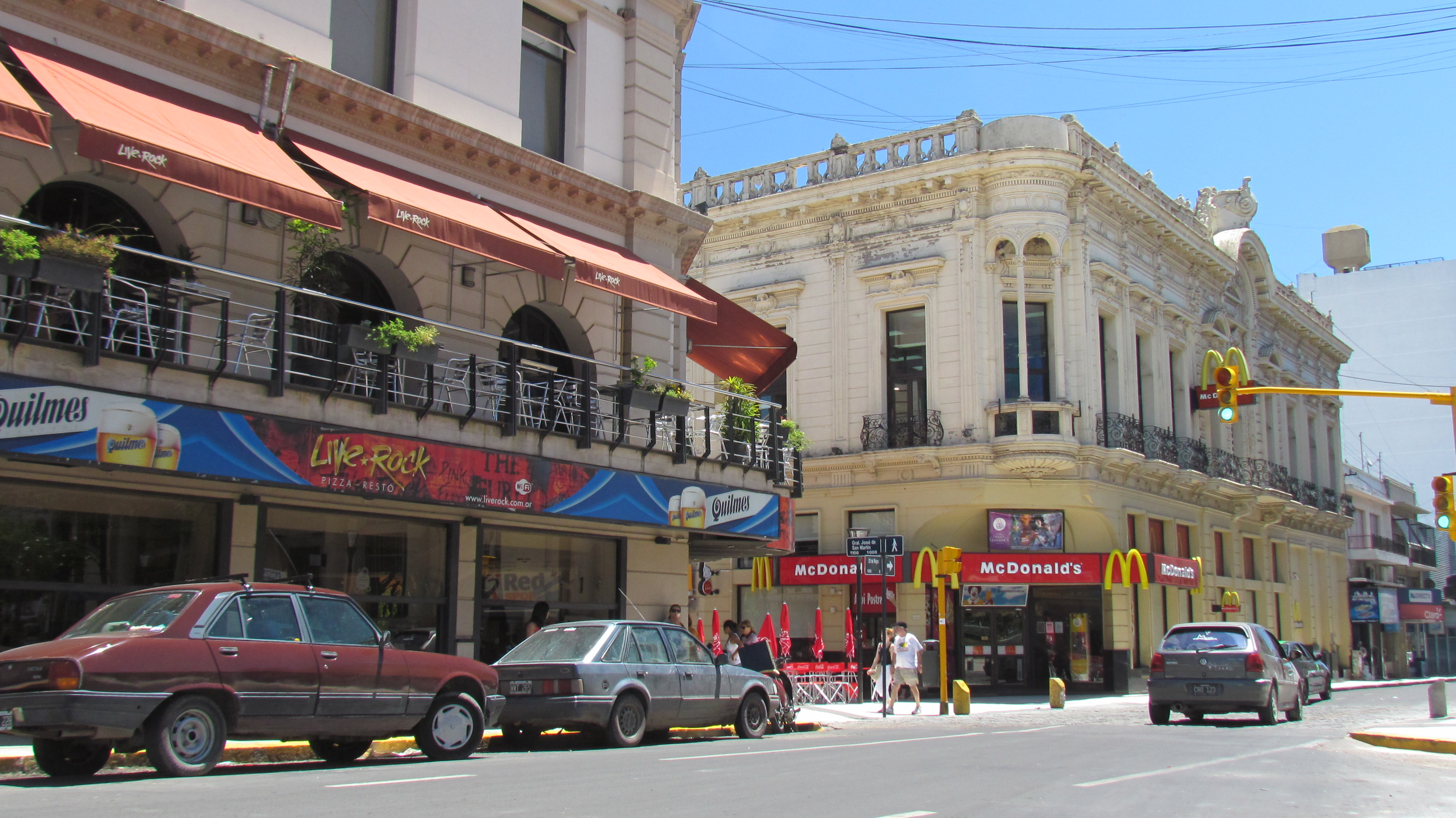
Calle céntrica de la ciudad.

Paraná es sede del gobierno de la provincia, siendo esta es su principal actividad. Sin embargo se destacan actividades industriales como lácteos, envases, amoblamientos, alimento para animales, jugos y maderas.

## Gobierno y administración
El Poder Ejecutivo de Paraná lo ejerce el intendente municipal, elegido por votación popular cada cuatro años. La sede del gobierno es el Palacio Municipal.
El poder legislativo está a cargo del Concejo Deliberante, el cual se ubica en la intersección de las calles Corrientes y Andrés Pazos, en la misma manzana que el Palacio Municipal, separado de este por la Plaza de la Confederación Argentina.
Luego de la Reforma Constitucional de la República Argentina en 1994, los municipios adquirieron la calidad de entes autónomos, ello les otorga un poder de policía a los municipios a los fines jurídicos regulatorios, pudiendo actuar en consecuencia.

### Palacio Municipal
El Palacio Municipal está ubicado en la esquina delimitada por dos arterias importantes del centro paranaense: Urquiza y Corrientes. Su extensión es de 1700 m². El sitio en el que se ubica había pertenecido desde el siglo XVIII a Faustina Albornoz, luego fue posesión del Coronel Naruri y fue comprado por el gobierno de la provincia, a los descendientes del coronel, en 1883. Finalmente, el 8 de septiembre de 1889 el gobierno provincial donó dicho terreno a la municipalidad de la capital. El 15 de agosto de 1990 fue declarado "Monumento Histórico de la Ciudad de Paraná", según Ordenanza N.º 7248.
El edificio fue construido por la empresa Borgobello y Forlese basándose en los planos ejecutados por Santos Quintín Domínguez y Benguria, destacado funcionario y miembro del concejo deliberante durante un largo período. El costo total de la obra sumada a los muebles de la misma fue de $200 000 moneda nacional. Fue inaugurado el 31 de diciembre de 1890 durante la intendencia de Enrique Berduc.
La casa municipal es representativa de la arquitectura de fines del siglo XIX, en la que se destaca la suntuosidad y la inspiración en líneas europeas. Al subir la escalera principal del palacio se encuentra la imagen de la Virgen del Rosario, patrona de la ciudad.

#### El reloj
El reloj y las campanas del palacio municipal son de especial importancia dentro del patrimonio de la ciudad.
El reloj fue fabricado en Údine, Italia. La maquinaria consta de un péndulo a cuerda de 24 horas del cual surgen 4 ejes para los diferentes planos de la torre. En una pequeña esfera metálica interior se lee Anticaditta Fratel, Solari di Pesarüs, Provincia di Udine.
Las dos campanas, colocadas una sobre otra, también provienen de Údine. La inferior de 81 cm y la superior de más de 1 m de diámetro se encuentran a 28 m y medio del piso de la planta baja.
Sobre la primera campana se encuentra aplicado en sobrerelieve el escudo de la municipalidad. En ambas se lee Municipalidad de Paraná, Opera di Francesco Broilli, in Udine, Italia.
Las esferas del reloj tienen un diámetro de 2,05 m y números romanos de 35 cm de altura.

## Símbolos

### Escudo Municipal

Escudo de la Ciudad de Paraná.

El escudo municipal es obra de Santos Domínguez y Benguria. Su introducción se efectuó el 25 de mayo de 1877 en una reunión de la Comisión Municipal, que además contó con la presencia de vecinos. Fue el mismo Domínguez y Benguria, quién también ocupaba el cargo de Vicepresidente Municipal, el encargado de presentar la insignia municipal. En ese acto manifestó que "al formar el escudo del Municipio, se han tenido en vista la Nación, la Provincia y el dicho Municipio".

#### Descripción
Se conforma por un óvalo que en su parte superior contiene a la estrella de Entre Ríos en campo purpúreo y las manos entrelazadas de la fraternidad en fondo azul, lo que representa la provincia a la cual pertenece el municipio. La otra mitad representa a la ciudad con la vista de la barranca característica de la Bajada, a su pie el río Paraná y en el fondo unas islas. Al pie de la barranca se ve una calera artificial, enfrente a este se prolonga un muelle rústico que da al costado de una nave anclada en el río, que está siendo cargado con cal. Se ven algunos hombres abocados a la tarea de la carga y una canoa que se acerca a la orilla y una bandada de patos que atraviesan el río volando sobre el fondo del cielo.
Las dos partes del óvalo están separadas por un lazo blanco que lleva la inscripción "MUNICIPALIDAD DE PARANÁ".
Encima del óvalo se ve el gorro frigio de la libertad, iluminado por el sol de mayo, representando la República Argentina.
Y circundando el escudo se encuentran un mazo de paja de trigo, un trozo de madera tosca, un ancla y un pedazo de piedra de conchilla y calcáreo. Al pie del óvalo se ubica un lazo con los colores de la nación argentina, el celeste y el blanco.

### Bandera municipal
La bandera municipal fue creada por la ordenanza n.º 7641, sancionada el 1 de junio de 1994 y promulgada el 23 de julio del mismo año. En su artículo primero la ordenanza establece la creación de la Bandera de la Municipalidad de Paraná y en su artículo segundo que la misma estará constituida por el Escudo Municipal en forma preponderante y su fondo será de color blanco.

## Barrios de Paraná
La ciudad de Paraná está compuesta por 270 barrios y 5 distritos.

## Descentralización

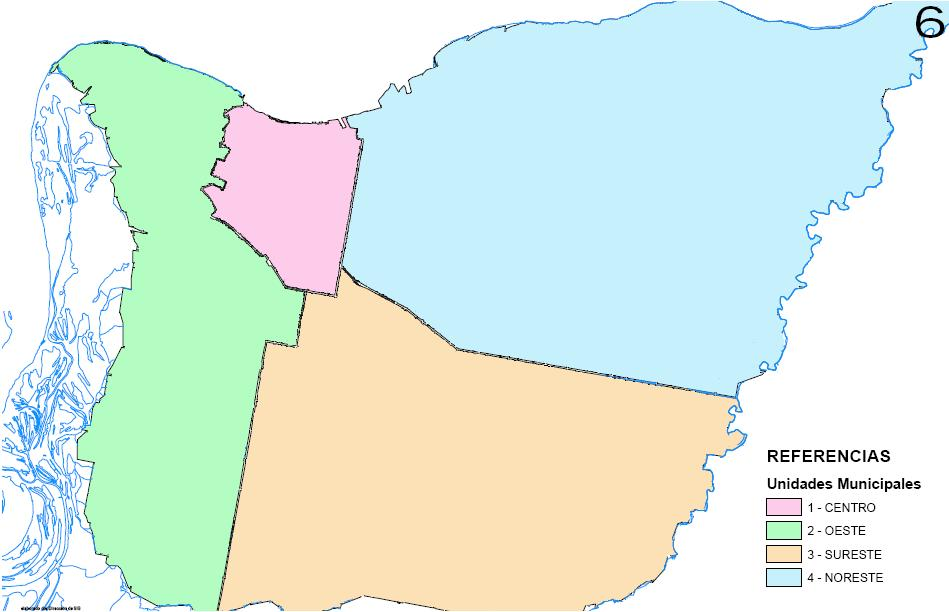
Descentralización. No incluye la Unidad Municipal Nº 5.

El proceso de descentralización fue implementado por decreto N.º 204 el 13 de marzo de 2009 por el intendente José Carlos Halle con la zonificación de la ciudad de Paraná, a través de cuatro unidades relativamente autónomas, distribuidas en áreas operativas según sus características urbanas, sociales, culturales y económicas en las sedes donde se desarrollan, articulando la prestación de los servicios de las distintas áreas con la actividad de vecinos y entidades sociales sobre cada territorio.
Años más tarde se añade una nueva unidad municipal la "N.º 5.
Quedando de este modo, cinco unidades municipales.
- Unidad Municipal N° 1: Centro
  - Sede: Montevideo 356

Límites: Av. Almafuerte, Av. Ramírez, Bv. Racedo, Ituzaingó, F. Sánchez, Arroyo Antoñico, Ameghino, Chaco, Urquiza, Sarmiento, Laprida, Patagonia, Cnel. Palavecino, Sarmiento, Panamá, Osinalde, Los Vascos, Nicaragua, Av. Laurencena, Río Paraná, Arroyo Las Viejas, 3 de Febrero, Sudamérica, Candiotti, 3 de Febrero.
- Unidad Municipal N° 2: Oeste
  - Sede: Pronunciamiento 624

Límites: Av. Ramírez, Bv. Racedo, Ituzaingó, F. Sánchez, Arroyo Antoñico, Ameghino, Chaco, Urquiza, Sarmiento, Laprida, Patagonia, Cnel. Palavecino, Sarmiento, Panamá, Osinalde, Los Vascos, Nicaragua, Av. Laurencena, Río Paraná, Valentín Deníz, Bañados del Oeste, Gral. Sarobe.
- Unidad Municipal N° 3: Sureste
  - Sede: Confederación Argentina y Bartolomé Zapata

Límites: Av. Ramírez, O'Higgins, Av. Zanni, Arroyo Saucesito (Límite de ejido), Arroyo Las Tunas (Límite de ejido), Av. Almafuerte.
- Unidad Municipal N° 4: Noreste
  - Sede: Av. Almafuerte 3465

Límites: Av. Almafuerte, Arroyo Las Tunas (Límite de ejido), Río Paraná, Arroyo Las Viejas, 3 de Febrero, Sudamérica, Candiotti, 3 de Febrero.
- Unidad Municipal N° 5: Sur
  - Sede: Av. Pedro Zanni 2900

Límites: Bañados del Oeste, Gral. Sarobe, O'Higgins, Av. Zanni, Arroyo Saucesito, Arroyo Los Berros, Arroyo Cazuelas (Límite de Ejido).

### Unidades municipales
Las áreas o unidades operativas municipales son las zonas centro, oeste, noreste, sureste y sur.
Según el censo del año 2010 la ciudad de Paraná cuenta con 247 863 pobladores, de los cuales 117 600 son varones y 130 263 mujeres.

## Medios de transporte

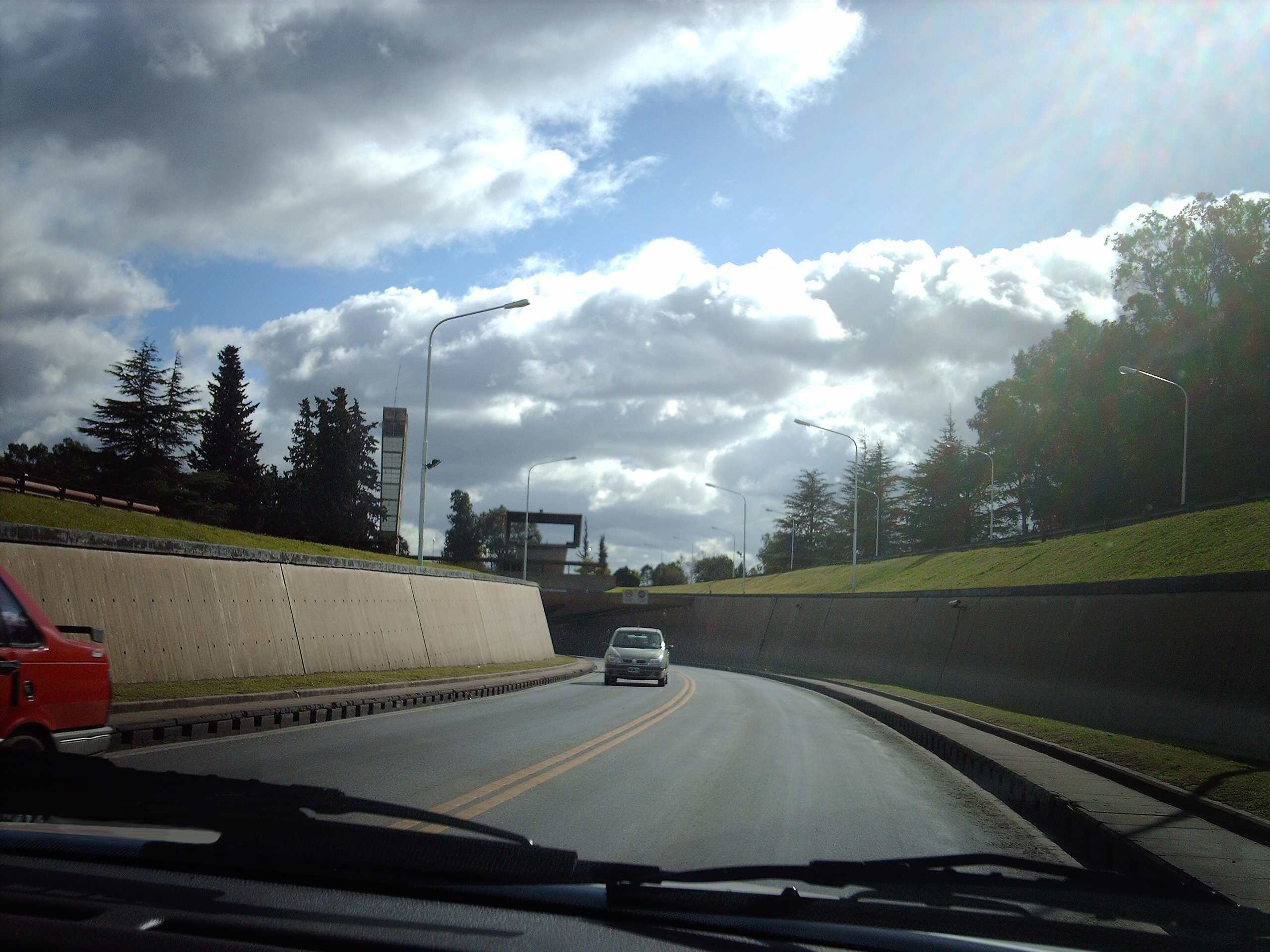
Entrada al Túnel Subfluvial.

La estratégica posición geográfica la hace centro convergente de numerosas rutas que la comunican con la región, el país y otros países. En esta red vial fue vital la construcción del Túnel subfluvial Raúl Uranga-Carlos Sylvestre Begnis denominado "Hernandarias" desde su inauguración en 1969 hasta 2001 y que comunica a Paraná con Santa Fe. Una nueva terminal de ómnibus y su aeropuerto de cabotaje la comunican con numerosos destinos terrestres y aéreos. Es incipiente el desarrollo ferroviario, dedicándose al transporte de cargas. El puerto se encuentra inactivo y recibe ocasionales cruceros y embarcaciones que se encuentran de paso. Durante los festejos por el bicentenario de la ciudad (25 de junio de 2013), la presidenta Cristina Fernández de Kirchner, el gobernador de Entre Ríos, Sergio Urribarri y el gobernador de Santa Fe, Antonio Bonfatti firmaron un convenio para la construcción del futuro Puente Santa Fe-Paraná.

### Autobuses

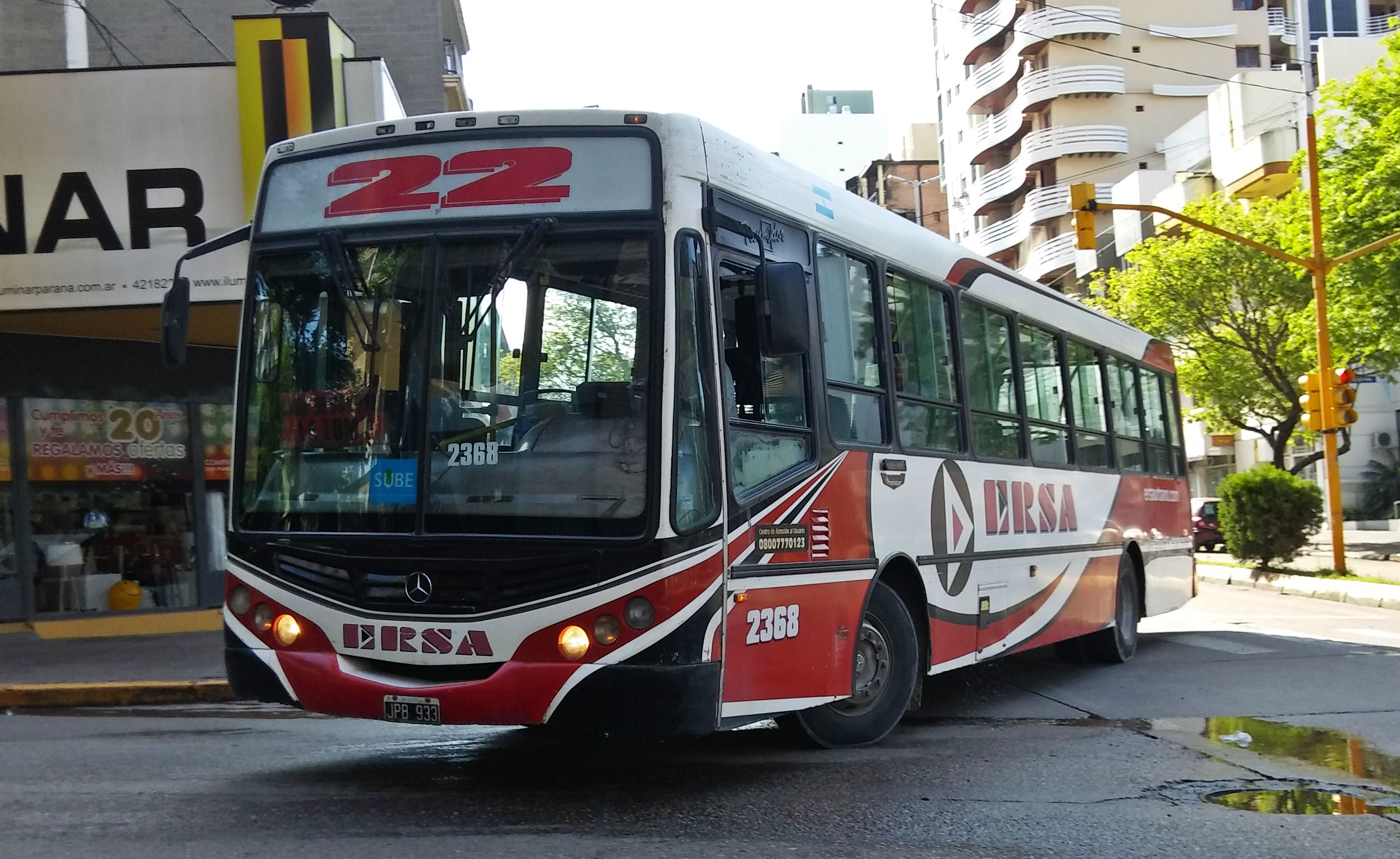
Colectivo de la Línea 22.

La ciudad es recorrida por 23 líneas de colectivos (autobuses) reguladas por la municipalidad (según normas promulgadas por el Concejo Deliberante, mediante el mecanismo de concesión). A propósito, el Sistema de Transporte Público de Pasajeros de la ciudad de Paraná está conformado por los servicios que brinda la empresa de ómnibus Buses Paraná U.T.E. (Transporte Mariano Moreno S.R.L. y ERSA Urbano S.A.).
 Las líneas de colectivos conectan a la mayoría de los barrios y localidades cercanas (Colonia Avellaneda, Oro Verde, San Benito, Sauce Montrull, Tezanos Pinto y Villa Fontana).
- Anexo:Transporte urbano de la ciudad de Paraná

### Trenes

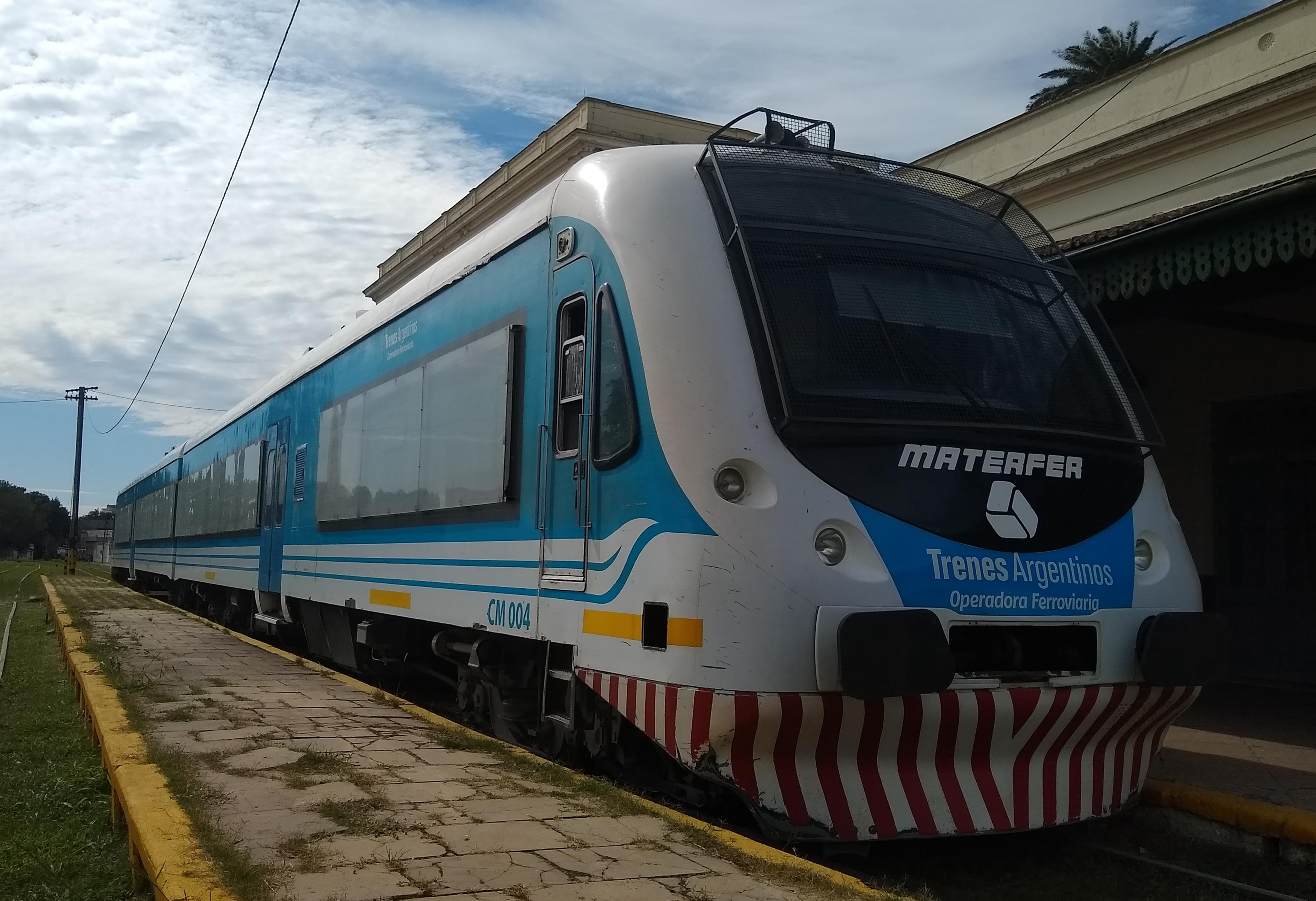
Formación en la Estación central de Paraná.

Actualmente hay un servicio interurbano de Tren ligero que tiene paradas en determinados puntos de su recorrido. A continuación la línea y sus paradas.
Línea Paraná-Colonia Avellaneda
- Estación Paraná
- Ap. Francisco Ramírez
- Ap. División de los Andes
- Ap. Miguel David
- Ap. Las Garzas
- Ap. Gdor. Faustino Parera
- Ap. Salvador Caputto
- Ap. Gdor. Héctor D. Maya
- Estación Ramón A. Parera
- Ap. Colonia Avellaneda

### Taxis y Remises
En la ciudad hay alrededor de 500 taxis y remises legales, y podría haber casi la mitad de ilegales. Los taxis son de color blanco con plóteres amarillos y negros y los remises varían su color pero deben llevar plotter verde y negro, sin excepción.

### Terminal de Ómnibus de Paraná
Está ubicada en el límite entre el área central y la zona noreste de la ciudad, en la avenida Gral. Francisco Ramírez al 2350. Es la principal terminal de la Provincia de Entre Ríos aunque presenta algunos problemas ya que es muy pequeña para la ciudad, cuenta con tan solo 20 plataformas (10 para líneas nacionales e internacionales y 10 para líneas provinciales).

### Aeropuerto

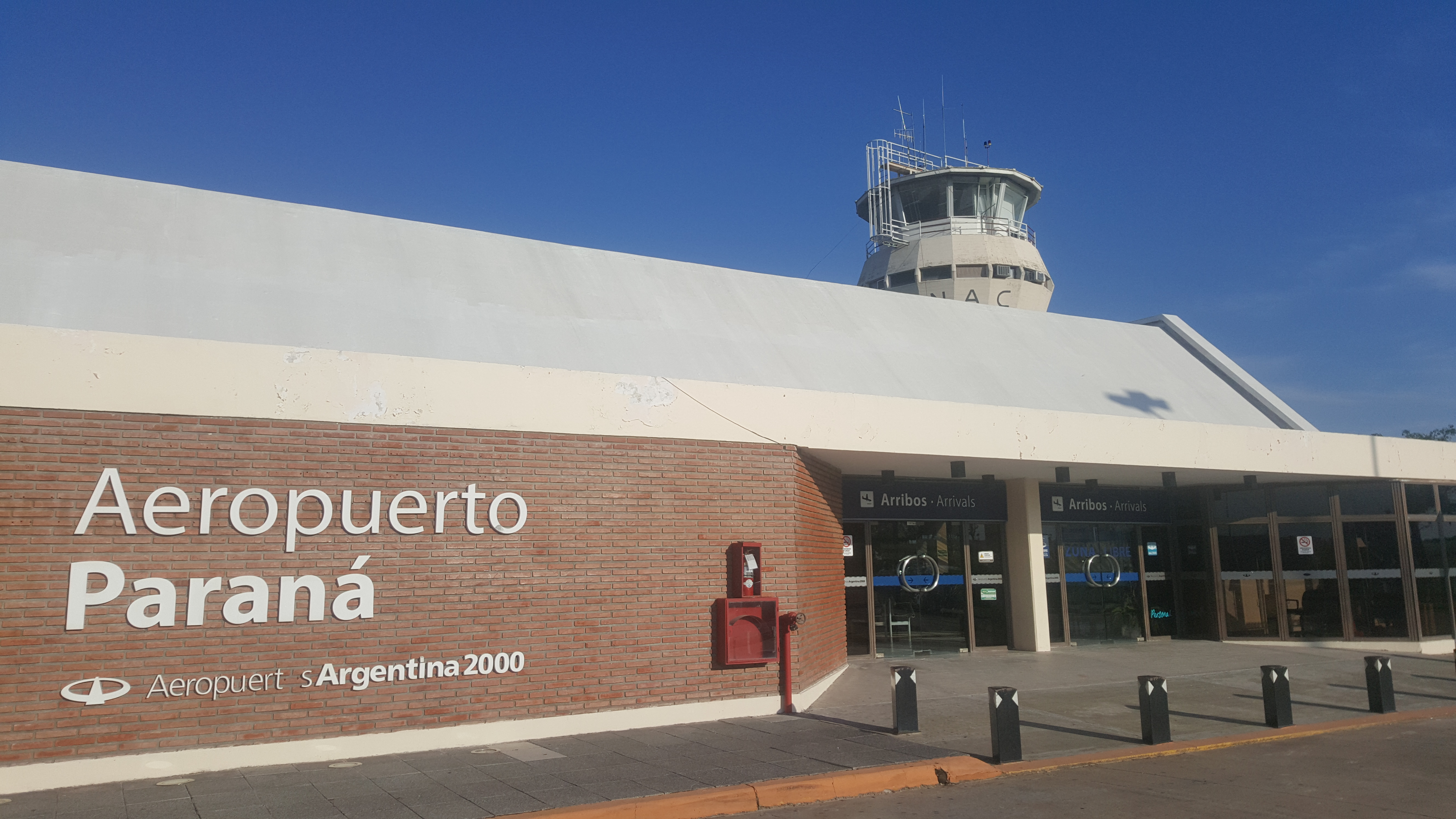
Edificio del aeropuerto "Justo José de Urquiza".

El Aeropuerto de Paraná se encuentra ubicado a 10 km del centro de la ciudad, en calle Salvador Caputto al 3300, su Base Aérea Militar se encuentra al otro lado por la avenida Jorge Newbery al 4200. No es mucha la actividad turística en dicho aeropuerto, la mayoría de los turistas se movilizan en ómnibus. Este aeropuerto es nacional y solo internacional para las exportaciones de frutas y otros comestibles.

### Autobuses de larga distancia
Paraná, cuenta con un sistema de autobuses de larga distancia que la comnunican con casi toda la Argentina. Las principales empresas que llegan y salen en Paraná son:
- Flecha Bus
- San José
- Andesmar
- El Práctico
- Zénit
- Vía Bariloche
- Chevallier
- Crucero del Norte

Además cuenta con dos líneas interurbanas-nacionales que la comunican con su ciudad vecina, a futuro conurbana, Santa Fe, las empresas son las siguientes:
- Línea 906: Fluviales del Litoral (Perteneciente al Grupo ERSA)
- Línea 907: Empresa de Transporte Automotor Combinado de Entre Ríos -ETACER- (Perteneciente al Grupo Flecha Bus)

### Rutas principales
- Avenida Gral. Francisco Ramírez
- Avenida Almafuerte
- Avenida Jorge Newbery
- Avenida Francisca Arias de Larramendi
- Avenida Circunvalación José Hernández
- Autovía Acceso Norte República de Entre Ríos
- Avenida Gdor. Raúl L. Uranga
- Avenida Pedro Zanni
- Avenida Blas Parera
- Avenida de las Américas
- Avenida Gdor. Héctor D. Maya
- Avenida Antonio Salellas

## Medios de comunicación

### Onda Media
- LT14 Radio General Urquiza AM 1260 kHz.

### Frecuencia Modulada
Numerosas estaciones de variada naturaleza: comerciales, universitarias, comunitarias, religiosas y del Estado, generan programación y la transmiten mediante Frecuencia modulada desde la ciudad.
Destacan por su trayectoria, entre otras: (privadas comerciales) FM Cadena 10, FM Stop, FM Cambalache, Radio La Voz, Radio San Agustín, Radio Planet, Nueva FM Cielo, FM Milenium, Europa FM, FM Ciudad, FM Libre, FM Líder, FM Litoral y FM Nueva Era; (privadas no comerciales) FM Madrigal; (comunitarias y de ONG) FM Barriletes, Radio La Cultural; (universitarias) LRI781 Radio UNER, LRI365 FM Universidad; (religiosas) FM Buenas Nuevas, Radio Santa María, Estación Góspel, LRI347 FM Corazón; (del Estado Municipal) FM Costa Paraná.
Operan además mediante FM, numerosas estaciones repetidoras de la programación de radiodifusoras de Onda Media y FM de la Ciudad de Buenos Aires

### Televisión
Operan desde la ciudad tres estaciones de Televisión Abierta Analógica y Digital: LRI450 Canal 9 Litoral con 5 kilovatios, la emisora de TV regional Canal 11, "El Once TV", señal independiente propiedad de Federal Comunicación, a través de la señal digital UHF 36.1, también difundida a través de CATV y desde 2022 en UHF 18.1 el Canal 6 Entre Ríos TV emite su programación en Paraná.
Desde 2011 funciona además una estación emisora de Televisión digital terrestre propiedad del Sistema Federal de Medios y Contenidos Públicos, operado por la Empresa Argentina de Soluciones Satelitales en los canales 22, 23, 24 y 25 de UHF bajo norma ISDB-T con 1 kilovatio, que emite en abierto las señales de los canales: Encuentro, Paka-Paka, MiradorTV (Red Federal de Televisoras Públicas), CINE.AR, TEC TV, Televisión Pública Argentina, Construir TV, DeporTV, Canal 26 Noticias, France 24 en Español, Crónica Televisión, Información Periodística (IP), UNIFE, C5N, La Nación +, TeleSUR y RT en Español.
Se generan y distribuyen exclusivamente por cable, dos señales locales: el canal 7 de la compañía Gigared y "Somos Paraná" de Flow.

### Publicaciones
Se destacan las siguientes publicaciones de prensa escrita y periodismo digital: El Diario, Diario UNO de Entre Ríos, Entre Ríos al día, Semanario Análisis, Agencia de Informaciones del Mercosur (AIM), X-MásTV y APF Digital.

## Educación

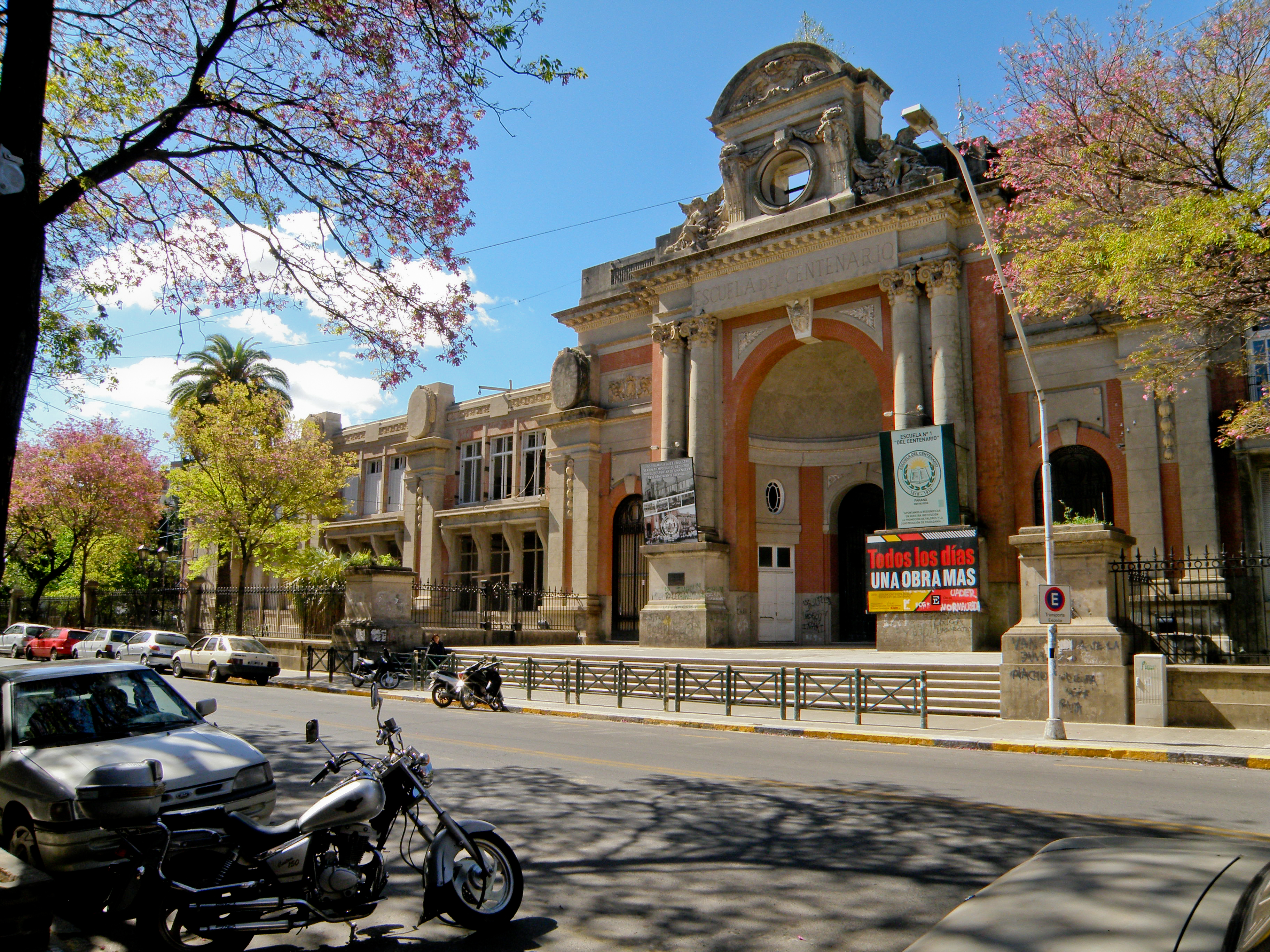
Escuela del Centenario, inaugurada en 1914.

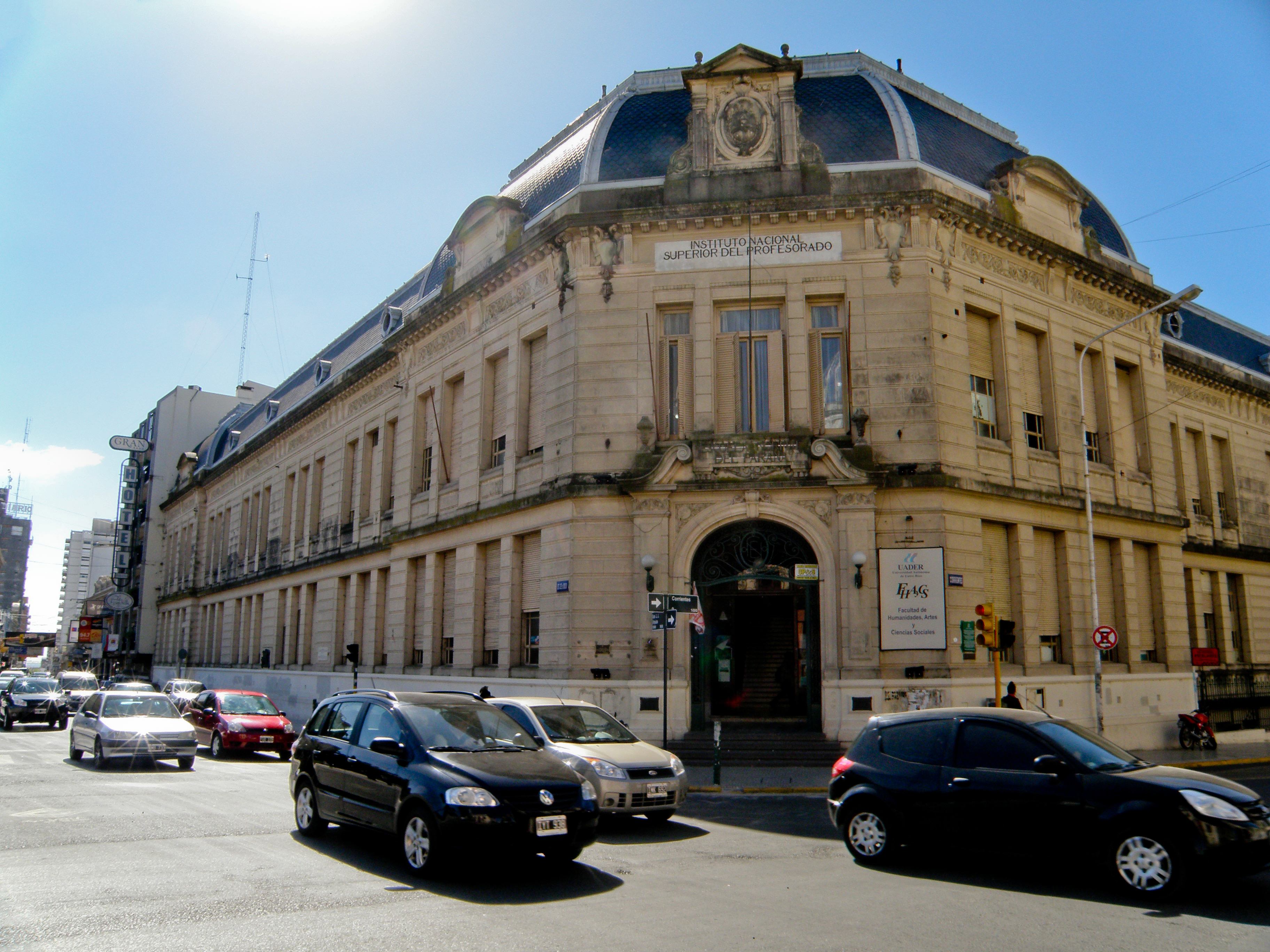
Escuela Normal "José María Torres".

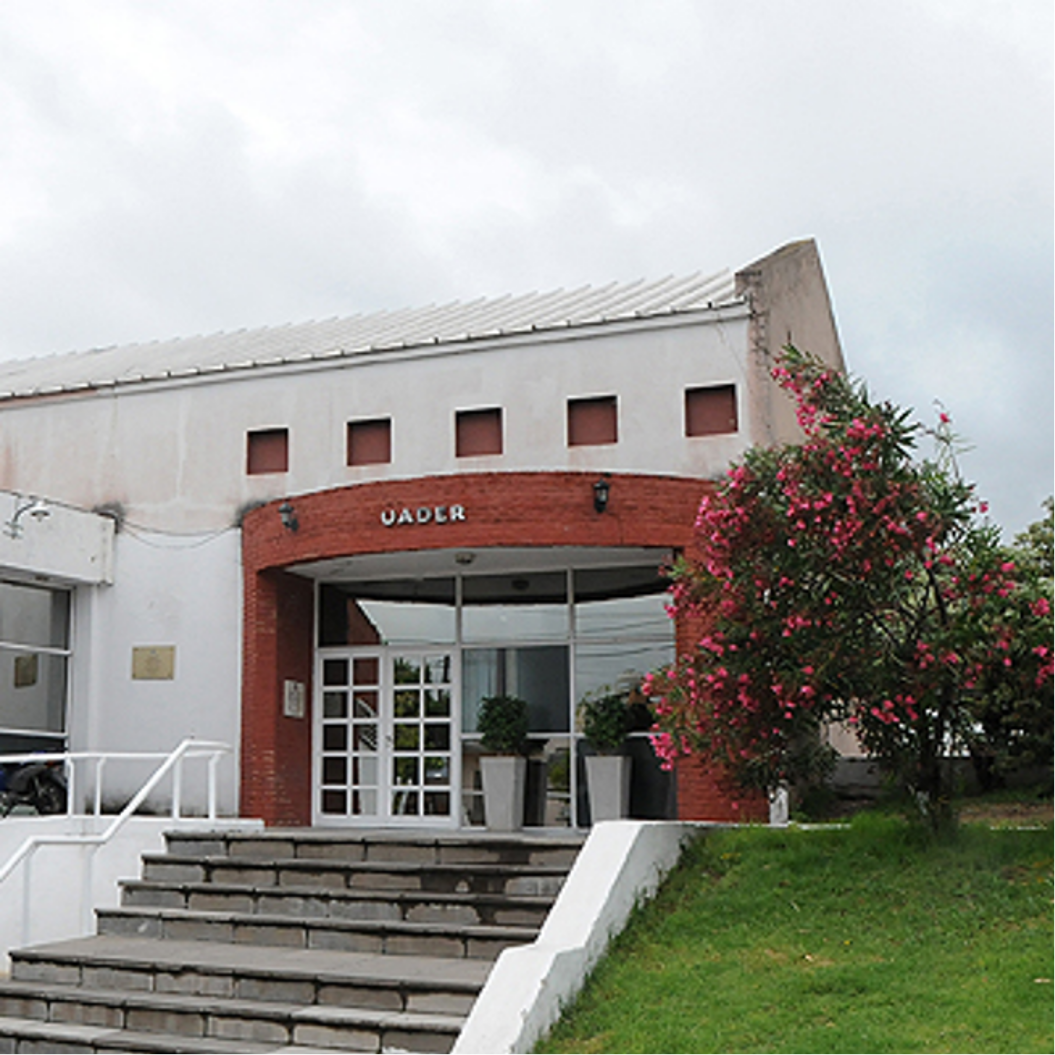
Rectorado de la Universidad Autónoma de Entre Ríos.

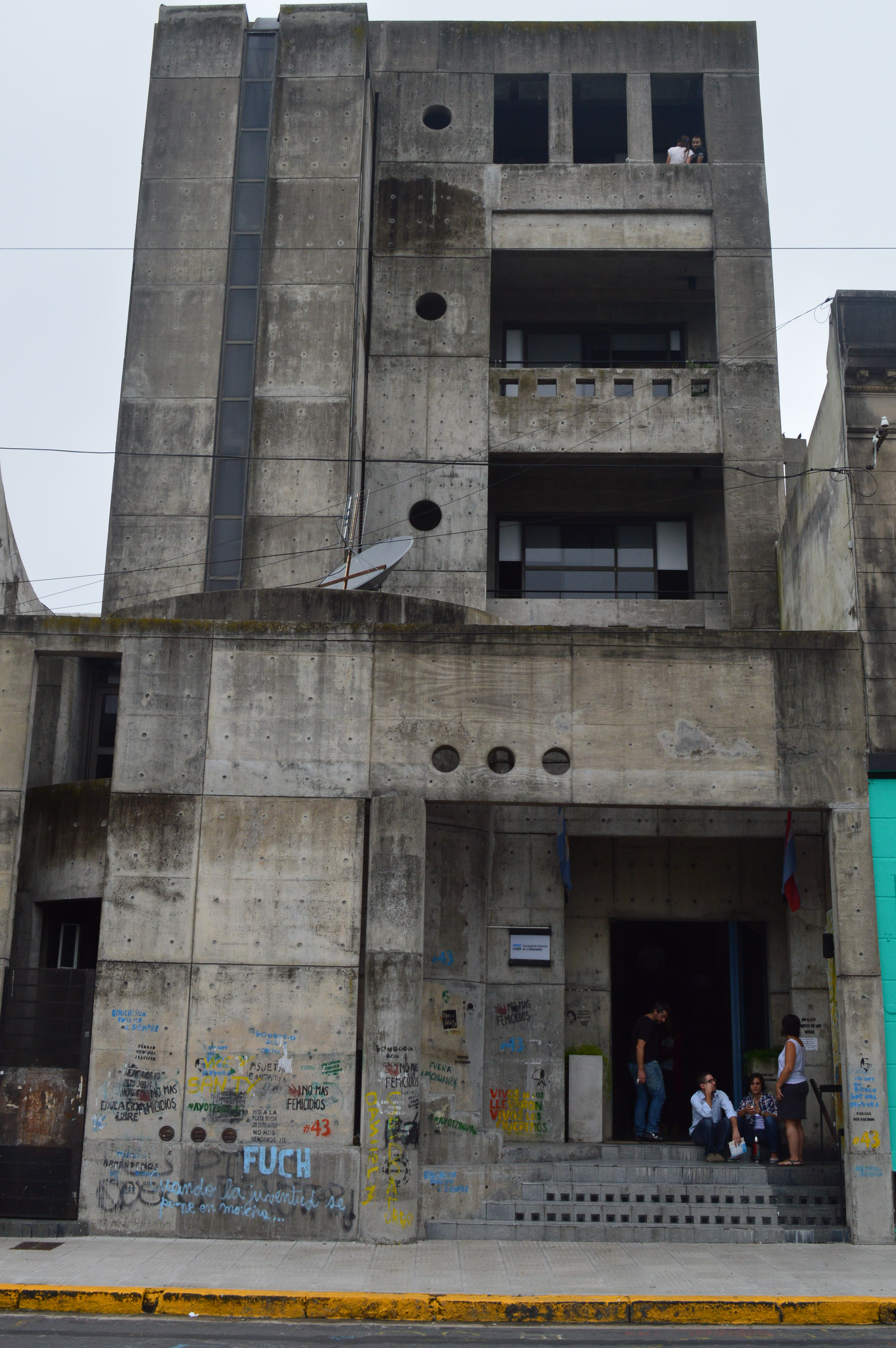
Facultad de Ciencias de Educación de laUNER.

Numerosas escuelas primarias, secundarias, institutos terciarios y universidades, tanto de gestión pública como privada, completan la oferta educativa de la ciudad. La Universidad Tecnológica Nacional (Facultad Regional Paraná), la Universidad Nacional de Entre Ríos, la Universidad Católica Argentina (Sede Paraná), la Universidad Autónoma de Entre Ríos, la Escuela Normal Superior José María Torres (primera escuela Normal del país y creada mediante decreto del presidente Domingo Faustino Sarmiento en 1870) y varias universidades nacionales representadas a través de centros locales.
Entre las escuelas primarias, secundarias, universidades e instituciones privadas más destacadas históricamente de la ciudad podemos encontrar:
- Escuelas primarias:

- - Escuela Normal Superior José María Torres
  - Escuela N° 1 "del Centenario"
  - Escuela N° 5 "Manuel Belgrano"
  - Escuela N° 161 "República de Entre Ríos"
  - Escuela N° 4 "Domingo Faustino Sarmiento"
  - Escuela N° 181 "Osvaldo Magnasco"
  - Escuela N° 3 "Bernardino Rivadavia"
  - Escuela N° 6 "Ernesto A. Bavio"
  - Escuela N° 20 "Casiano Calderón"
  - Escuela N° 99 "Tabaré"
  - Colegio Italiano D-206 "Galileo Galilei"
  - Instituto D-40 "Enrique Carbó - Obra de Don Bosco"

- Escuelas secundarias:

- - Escuela Normal Superior José María Torres
  - Escuela N° 16 "del Centenario"
  - Colegio Nacional N° 1 "Domingo Faustino Sarmiento"
  - Escuela N° 50 "República de Entre Ríos"
  - Escuela N° 26 "Olegario V. Andrade"
  - Escuela N° 36 "Gral. Justo J. de Urquiza"
  - Escuela de Educación Técnica N° 3 "Tte. Luis C. Candelaria"
  - Instituto Privado de Educación Técnica D-76 "Juan XXIII"
  - Colegio Privado D-209 "El Madero"
  - Instituto D-40 "Enrique Carbó - Obra de Don Bosco"
  - Escuela N° 37 "Gral. Manuel Belgrano"
  - Instituto Privado de Educación D-12 "Cristo Redentor"

- Universidades e instituciones terciaras públicas:

- - Universidad Autónoma de Entre Ríos
  - Universidad Nacional de Entre Ríos
  - Universidad Tecnológica Nacional

- Universidades e instituciones terciarias privadas:

- - Universidad Católica Argentina
  - Instituto de Educación Superior D-74 "Cruz Roja Argentina - Filial Paraná"
  - Universidad Kennedy
  - Universidad Siglo XXI
  - Instituto Técnico Superior D-211 "ETER"

## Salud

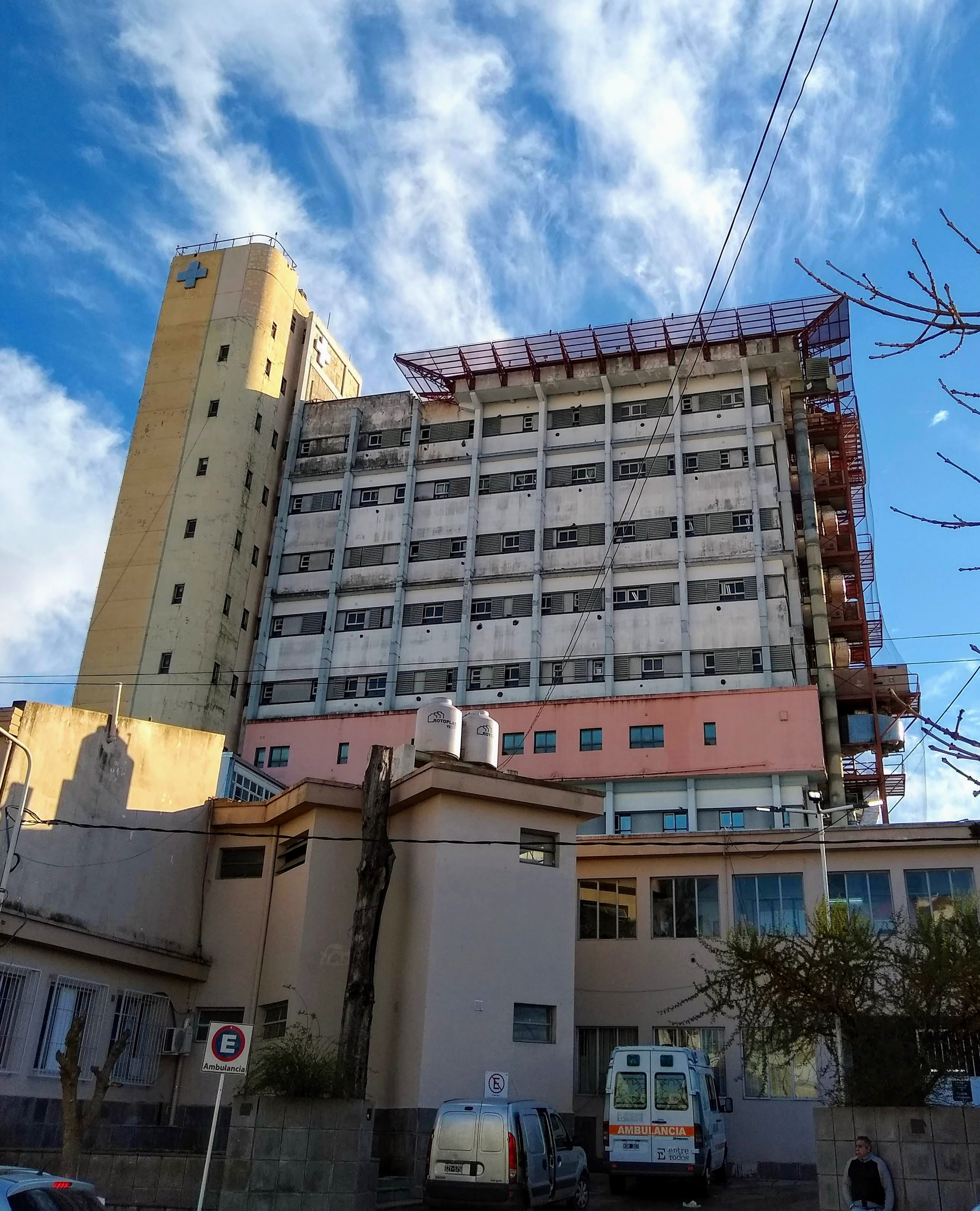
Hospital San Roque.

La ciudad cuenta con numerosas instituciones de salud tanto de ámbito público como privado. Dentro del ámbito público se encuentran distintos centros de salud, tres de ellos de referencia; y también hospitales, dos de ellos de referencia provincial. Dentro del ámbito privado podemos encontrar diversos sanatorios, clínicas, y un hospital.
Entre las más destacadas encontramos las siguientes:

### Instituciones de salud de carácter público
- Centro de salud de referencia Dr. Arturo Oñativia
- Centro de salud de referencia Dr. Gerardo Domagk
- Centro de salud de referencia Dr. Ramón Carrillo
- Hospital-Escuela de Salud Mental
- Hospital de la Baxada Dra. Teresa Ratto
- Hospital General San Martín (Referente a nivel provincial)
- Hospital Materno Infantil "San Roque" (Referente a nivel provincial)
- Hospital Pascual Palma

### Instituciones de salud de carácter privado
- Clínica Modelo
- Hospital Militar Regional Paraná "Dr. Francisco Soler"
- Instituto de Traumatología y Enfermedades Óseas (ITEO)
- Instituto Privado de Pediatría (IPP)
- Instituto Rawson
- Sanatorio La Entrerriana
- Sanatorio del Niño

## Deportes
La vida deportiva es particularmente activa en la ciudad. Entre las diversas instalaciones deportivas se encuentran el estadio de sóftbol, los complejos deportivos El Plumazo y Tortuguitas, pertenecientes a los clubes Estudiantes y Rowing Club respectivamente y el extenso campo de golf del club Estudiantes. Además de los clubes mencionados, se destacan el Club Atlético Patronato, el Atlético Echagüe Club y el Club Atlético Olimpia. El club Náutico, el Recreativo Bochas Club (club de básquet) y el de Pescadores. El Rowing Club, con su playa sobre el río, su pileta de natación y sus canoas y piraguas de regatas, completa la oferta recreativa acuática. El Clásico Paranaense se disputa entre Club Atlético Patronato y Club Atlético Paraná.
El automovilismo, es el segundo deporte que más atrae a las masas de aficionados de la provincia. Por ello, Paraná cuenta con un autódromo en las afueras de la ciudad, el cual es administrado por el Club de Volantes Entrerrianos y donde se desarrollan numerosas competiciones, las de mayor renombre son el Turismo Carretera, TC 2000, Top Race, Turismo Nacional y Fórmula 3 Sudamericana. En esta especialidad, la provincia tiene en el piloto Omar José Martínez (conocido popularmente como «Gurí» Martínez) a su máximo representante a nivel provincial y a uno de los máximos exponentes a nivel nacional. Asimismo, otros representantes provinciales destacados a nivel nacional, son los paranaenses Mariano Werner y Federico Lifschitz, como así también los pilotos Martín Ponte, los hermanos Próspero y Nicolás Bonelli y Juan Ronconi, todos oriundos del interior provincial.
Dos equipos de la ciudad, el Atlético Echagüe Club y el Club Atlético Olimpia, compiten a nivel profesional en torneos nacionales de básquetbol. El primero en el Torneo Nacional de Ascenso y el segundo en el Torneo Federal de Básquetbol. Ambos, son los dos máximos ganadores de títulos otorgados por la Asociación Paranaense de Básquetbol con 27 y 18 respectivamente. Por su parte, el club Patronato compitió en el Torneo Argentino A de fútbol en la Temporada 2009-10, consagrándose campeón y logrando el ascenso a la Primera B Nacional, correspondiente a la segunda división. En 2015 consiguió el ascenso a Primera División.
El sóftbol, es un deporte muy popular en la ciudad que cuenta con más de 10 clubes para practicarlo. Paraná es considerada la Capital Nacional del Sóftbol.
El básquetbol es el deporte más popular de la ciudad después del fútbol. Paraná cuenta con dos equipos en la liga profesional argentina, los cuales son:  Centro Juventud Sionista (Liga A) y Atlético Echagüe Club (segunda división).
La ciudad cuenta con un complejo polideportivo de renombre a nivel gubernamental. Dicho establecimiento es el Parque Enrique Berduc, sede de los más prestigiosos torneos de atletismo de la provincia. El complejo cuenta con una pista de atletismo asfaltada, canchas de voleibol y básquet, un campo de fútbol (también utilizado para el rugby) y un espacio de recreación al aire libre. Además de oficinas, encargadas de la administración de dicha institución deportiva.
Paraná cuenta con la Maratón Hernandarias-Paraná que es una fecha puntuable de la Federación Internacional de Natación (FINA), en la que todos los veranos a principio de año se corre por el Río Paraná desde Hernandarias hasta Paraná en lo que es la maratón más larga del mundo de aguas abiertas.
En materia de Rugby la ciudad cuenta con clubes como:
- Atlético Echagüe Club
- Capibá Rugby Club
- Club Atlético Estudiantes
- Club Tilcara
- Paraná Rowing Club

## Cultura

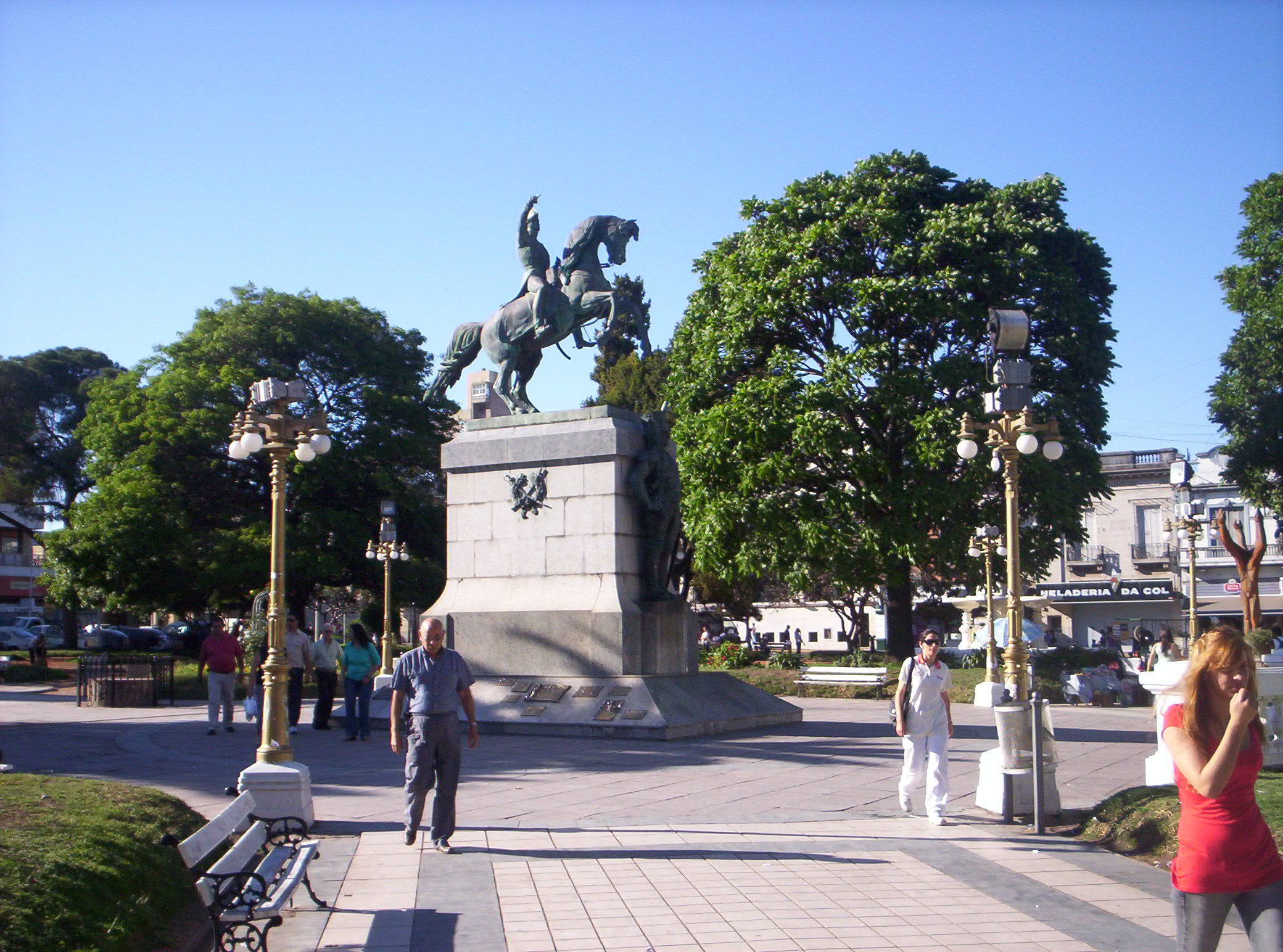
Monumento al Libertador de la patria en Paraná.

Las actividades culturales de la ciudad se reparten entre el coliseo mayor, el Teatro 3 de Febrero y una serie de centros culturales entre los que destacan: el Centro Cultural Juan L. Ortiz, La Vieja Usina, La Hendija y el Centro Cultural Gloria Montoya. Así también, la Biblioteca Popular del Paraná cuenta con la segunda sala en tamaño de la ciudad en la que alberga variadas actuaciones artísticas. El cine tiene su espacio en el Nuevo Cine Rex y anualmente, en el mes de febrero, la ciudad es anfitriona de la Fiesta Nacional del Mate.

### Teatro 3 de Febrero

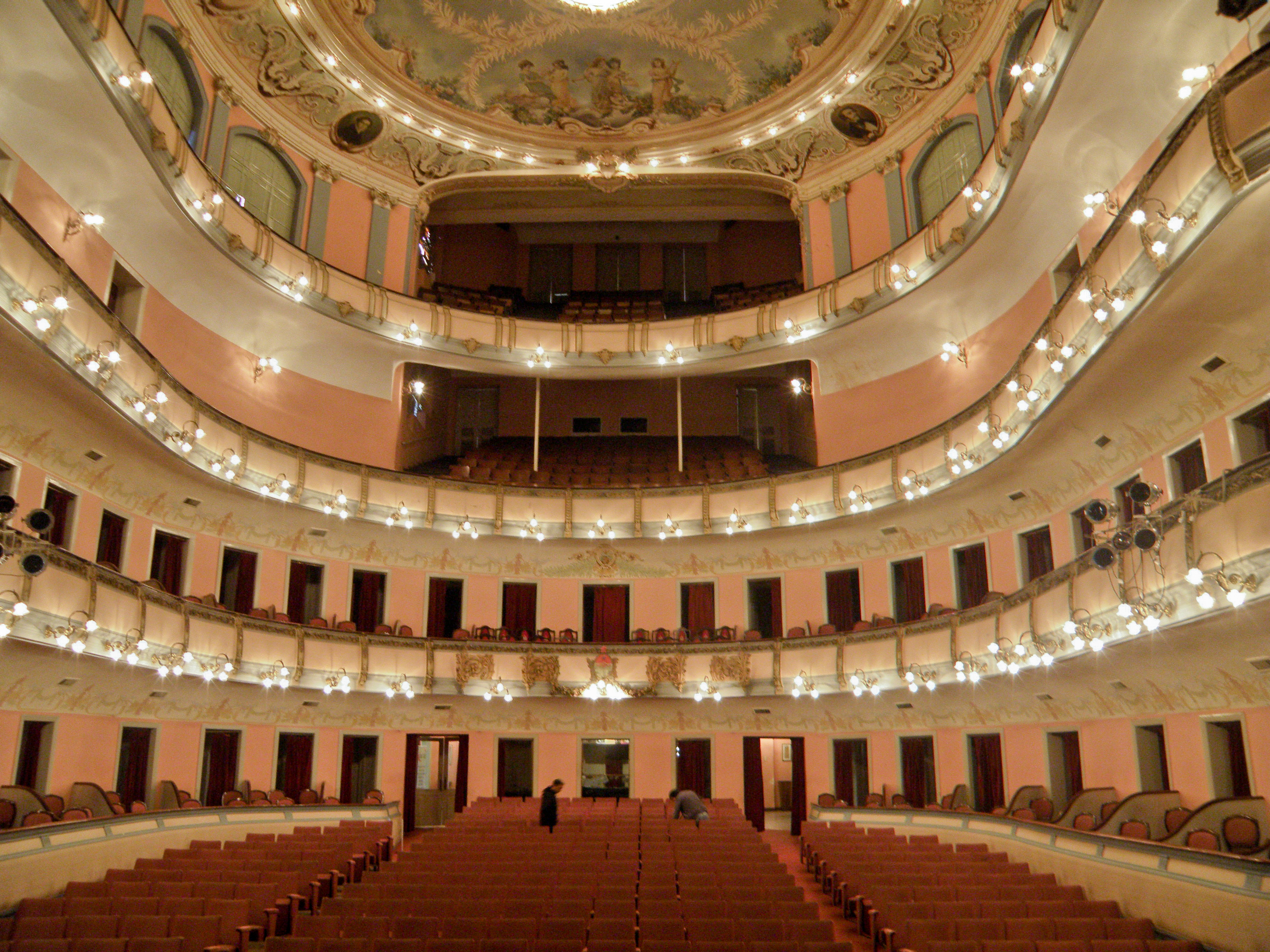
Sala del Teatro 3 de Febrero.

Llamado así en honor a la Batalla de Caseros, ocurrida el 3 de febrero del año 1852, el 3 de febrero alberga espectáculos de grandes dimensiones en las diferentes ramas del arte. Inaugurado el 8 de agosto de 1852, el edificio original sufrió un gran deterioro alrededor de 1890 cuando fue usado como acantonamiento de tropas del ejército. Por eso debió ser reconstruido y el nuevo teatro fue inaugurado en el mismo sitio que su predecesor el 18 de octubre de 1908. En 1994 fue sede de la inauguración de la Reforma constituyente y fue declarado Monumento Histórico Nacional el 10 de marzo de 2008 por medio del Decreto 390/2008.

### Centros culturales

#### Juan L. Ortiz
El Juanele (como se lo conoce en la ciudad) se inauguró en diciembre de 1987 en el sitio donde había funcionado el Mercado de Abasto de Paraná, en avenida Francisco Ramírez. Su nombre es un homenaje a Juan L. Ortiz, uno de los poetas entrerrianos de mayor trascendencia nacional e internacional. En 1999 cambió de lugar físico para pasar a funcionar en los galpones contiguos a la estación del ferrocarril, Boulevard Racedo 250. En este nuevo espacio el centro cultural cuenta con una sala mayor, tres salas de ensayos, diversos talleres, sastrería y biblioteca teatral, y por medio de un convenio con el INCAA, se equipó una sala con la tecnología necesaria para proyectar películas. El espacio se llama INCAA km 470 Paraná.

#### Gloria Montoya
El Centro experimental de imagen y sonido Gloria Montoya comenzó a funcionar en diciembre de 2003, en un predio emplazado en la barranca oeste del Parque Urquiza, al final de avenida Alameda de la Federación (antigua Rivadavia). Tiene una capacidad para 400 localidades entre los diferentes niveles y actualmente alberga las actividades del taller-escuela de circo.

### Museos

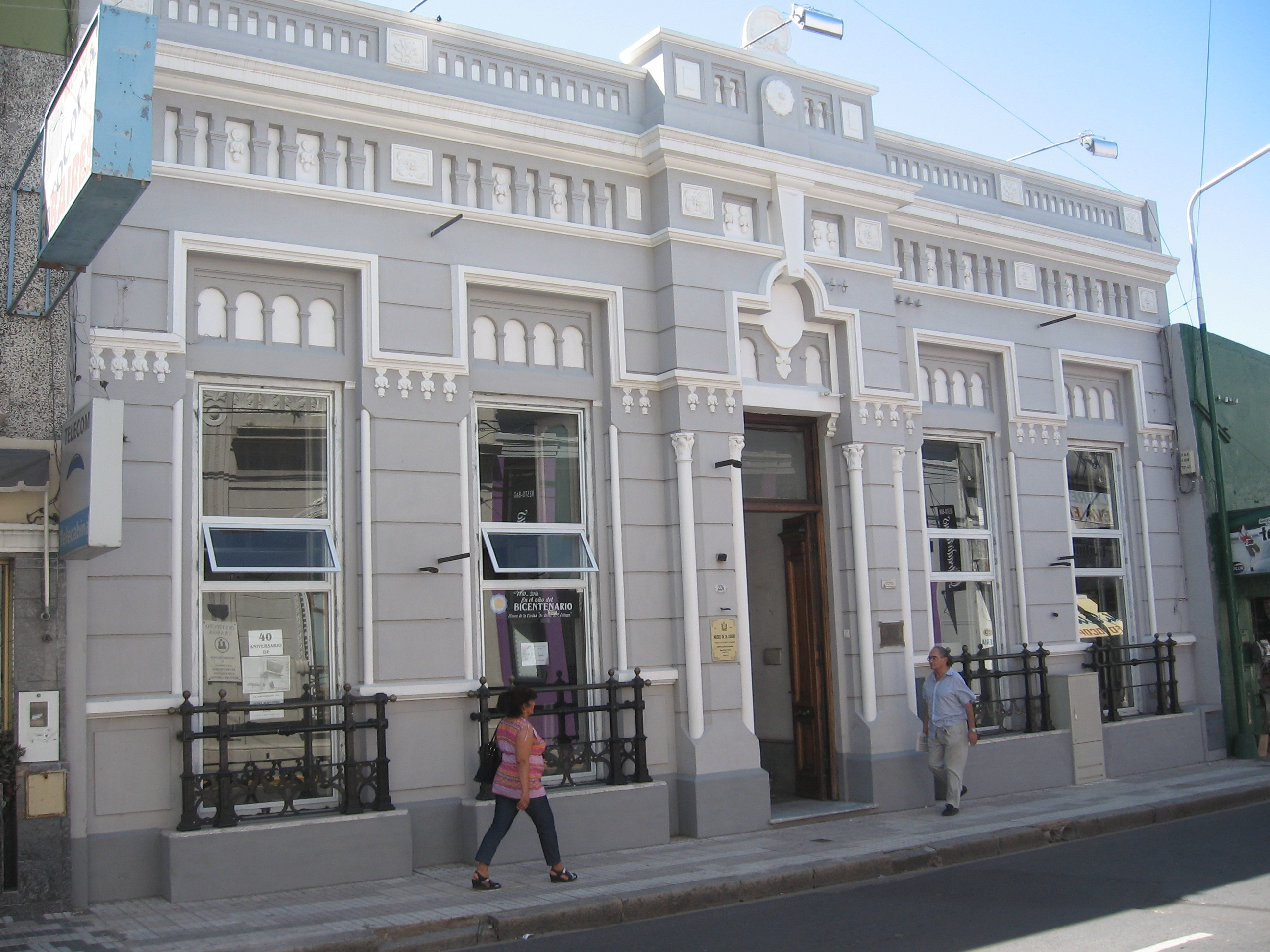
Museo de la ciudad

- Museo de Bellas Artes "Pedro E. Martínez", inaugurado el 30 de agosto de 1926, se encuentra en calle Buenos Aires 355. Cuenta con 10 salas de exposiciones permanentes y en épocas veraniegas se llevan a cabo actividades culturales en su patio central.
- Museo Histórico Martiniano Leguizamón. Fundado en 1917 con el nombre de Museo Escolar Central, luego se llamó Museo de Entre Ríos, siendo reorganizado en 1948 adoptando su actual nombre. Se encuentra ubicado en calle Buenos Aires y Laprida, frente a la plaza Alvear (San Miguel). Cuenta con colecciones y piezas históricas, además de una importante biblioteca.
- Museo Provincial de Ciencias Naturales y Antropológicas Prof. Antonio Serrano. Se encuentra ubicado en Gardel 62, enfrente a la plaza Alvear (también conocida como plaza San Miguel). El museo surgió del impulso de un grupo de alumnos que el 3 de agosto de 1917 fundaron la Asociación Estudiantil Pro Museo Popular. En 1924 el Consejo General de Educación de la provincia designó al profesor Antonio Serrano como su director. Una década después, el 19 de diciembre fue transformado en Museo Provincial y finalmente en 1982 fue nombrado en honor al profesor Serrano. Su colección incluye muestras de la flora y fauna de la región, además de contar con numerosas piezas antropológicas y arqueológicas.[36]
- Museo de la Ciudad. Inaugurado el 14 de julio de 1994, se ubica en Buenos Aires 226. En sus salas alberga exposiciones de objetos, documentos y fotos sobre la ciudad en sus diferentes aspectos: histórico, urbanístico y de la vida cotidiana. También es sede de muestras temporarias, presentaciones de libros.
- Museo de Sitio. Fue creado el 16 de diciembre de 2002, en el subsuelo del Palacio Municipal. Tiene cuatro salas de exposición: una alberga la Galería de Intendentes, dos poseen el patrimonio cultural perteneciente a distintas reparticiones y la sala Ruth Garimberti es sede de exposiciones de artes plásticas, charlas, música, presentación de libros, entre otras. Desde el año 2006 todas las salas cuentan con señalización en braille.
- Casa de la Cultura. Expone artesanías y realiza actividades culturales tales como charlas, muestras culturales, teatro y conferencias.
- Museo Casa de Gobierno de Entre Ríos. Exhibe fotografías, maquetas, muebles, documentos y demás objetos que forman parte de la vida institucional de la edificación. Cuenta con cinco diferentes salas que ofrecen un recorrido por los orígenes de Casa de Gobierno; pasando por el Poder Ejecutivo y Legislativo; una sala de extensión multimedial provista de tecnología de punta para propuestas divulgativas y culturales como talleres, charlas, proyecciones audiovisuales; y por último, una sala dedicada a los trabajadores del Estado.

### Eventos destacados

#### Fiesta de Disfraces
Desde 1999 se realiza en Paraná la fiesta de disfraces más grande de Latinoamérica. Comenzó como el festejo de cumpleaños de un grupo de amigos que la mayoría coincidían en sumar años en el mismo mes, agosto. Es por eso que deciden hacer un festejo todos juntos y de una manera especial: con disfraces y, a lo largo de los años se fueron convocando más asistentes hasta que logró consolidarse como el evento más importante de la región. Este evento convierte a la ciudad en un polo turístico atrayendo a más de 60.000 turistas y generando grandes ingresos. En los años 2020 y 2021 la fiesta fue suspendida debido a la Pandemia de COVID-19.

## Sitios de interés

### Plaza 1.º de mayo

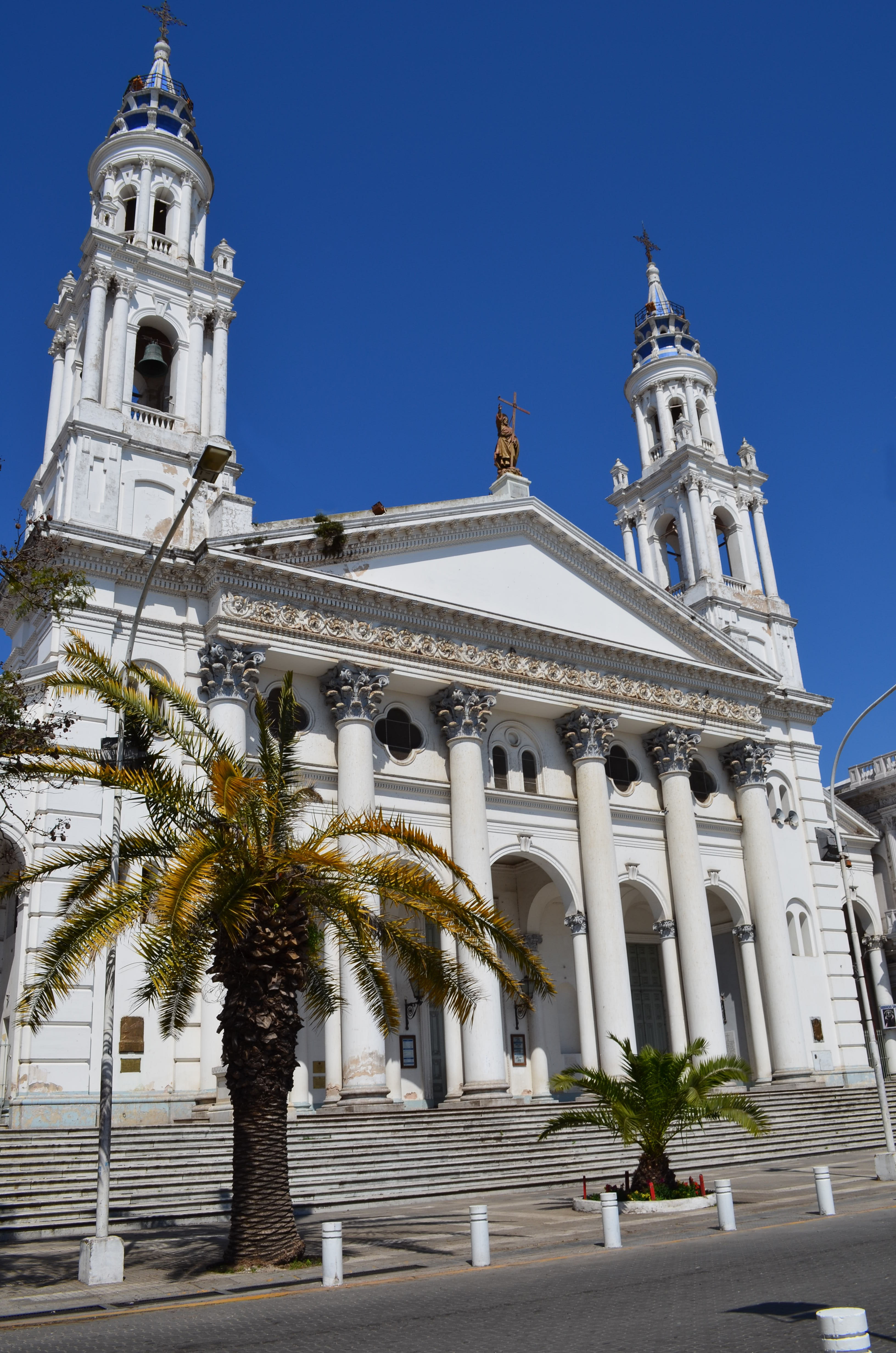
Catedral de Paraná.

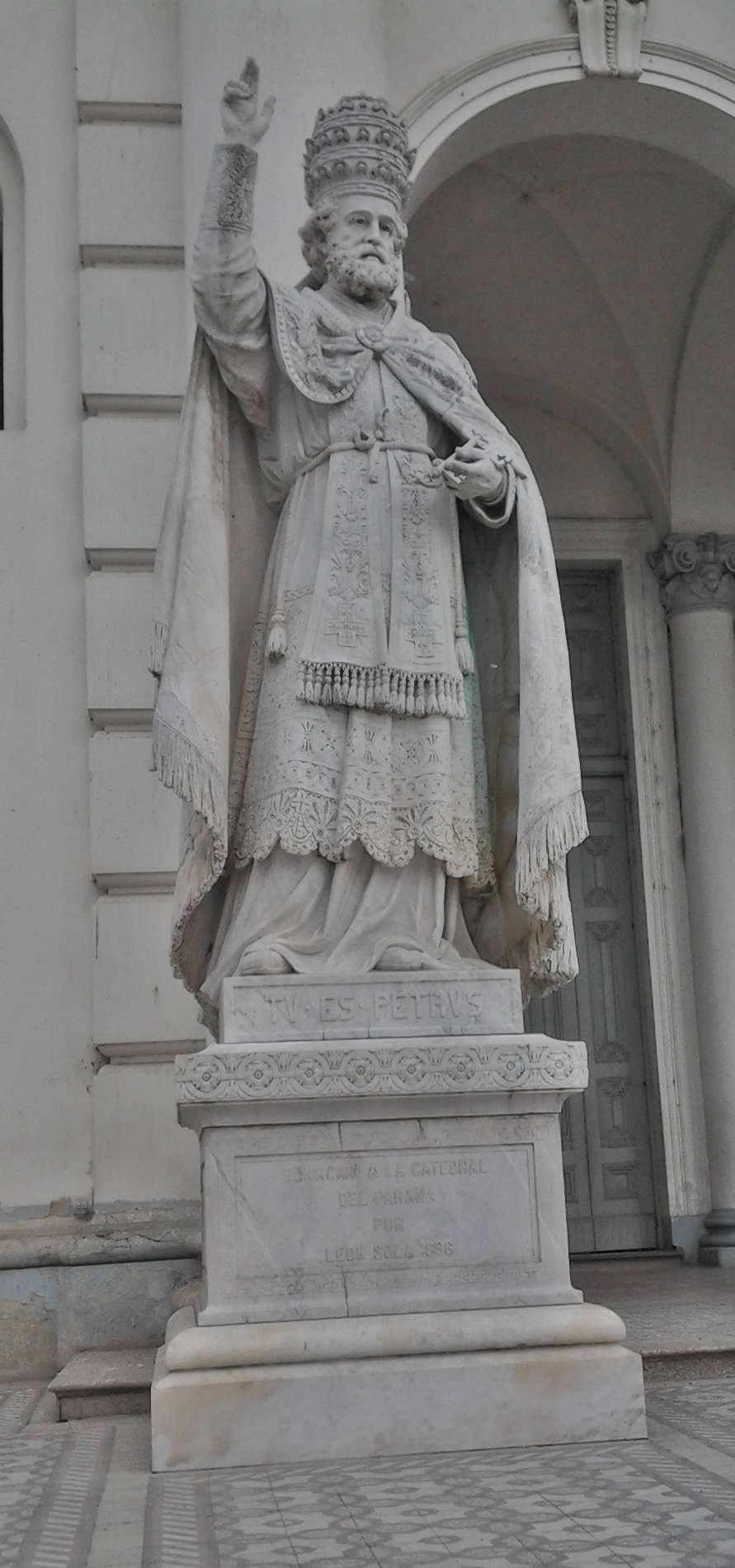
Monumento a San Pedro en la Catedral Metropolitana.

La plaza 1.º de mayo es la plaza principal de la ciudad de Paraná. Se encuentra en la manzana delimitada por las calles: Urquiza, San Martín (peatonal), Su Santidad Francisco y 25 de Mayo. Alrededor de ésta se encuentran numerosos edificios de importancia: la Catedral de Paraná, el palacio municipal, el edificio del correo, la sede del Banco de Entre Ríos, la escuela normal José María Torres, el colegio del Huerto (sede del congreso de la Confederación Argentina) además de negocios, comedores y hoteles.
En el lugar que actualmente se ubica la plaza fue construido un fuerte que servía de protección frente a los indígenas.
La plaza tuvo diferentes nombres: Plaza Mayor, Plaza del Orden y Plaza Principal antes de recibir su actual nombre: Plaza 1.º de Mayo, en recuerdo del pronunciamiento del General Urquiza hacia Rosas el 1 de mayo de 1851.
En la plaza destacan los siguientes monumentos:
- Un monumento al General José de San Martín: dispuesto por ley provincial de agosto de 1908 e inaugurado el 25 de mayo de 1910. Es una reproducción del original del escultor francés Luis J. Daumas. Un granadero de bronce y granito está ubicado al frente del monumento y al pie de la figura ecuestre.
- Vástago del Pino de San Lorenzo: Está situado enfrente de la Iglesia Catedral, sobre calle Monte Caseros. El ejemplar es descendiente, obtenido por semilla, del famoso pino de San Lorenzo o pino de San Martín.

### Casa de Gobierno Provincial

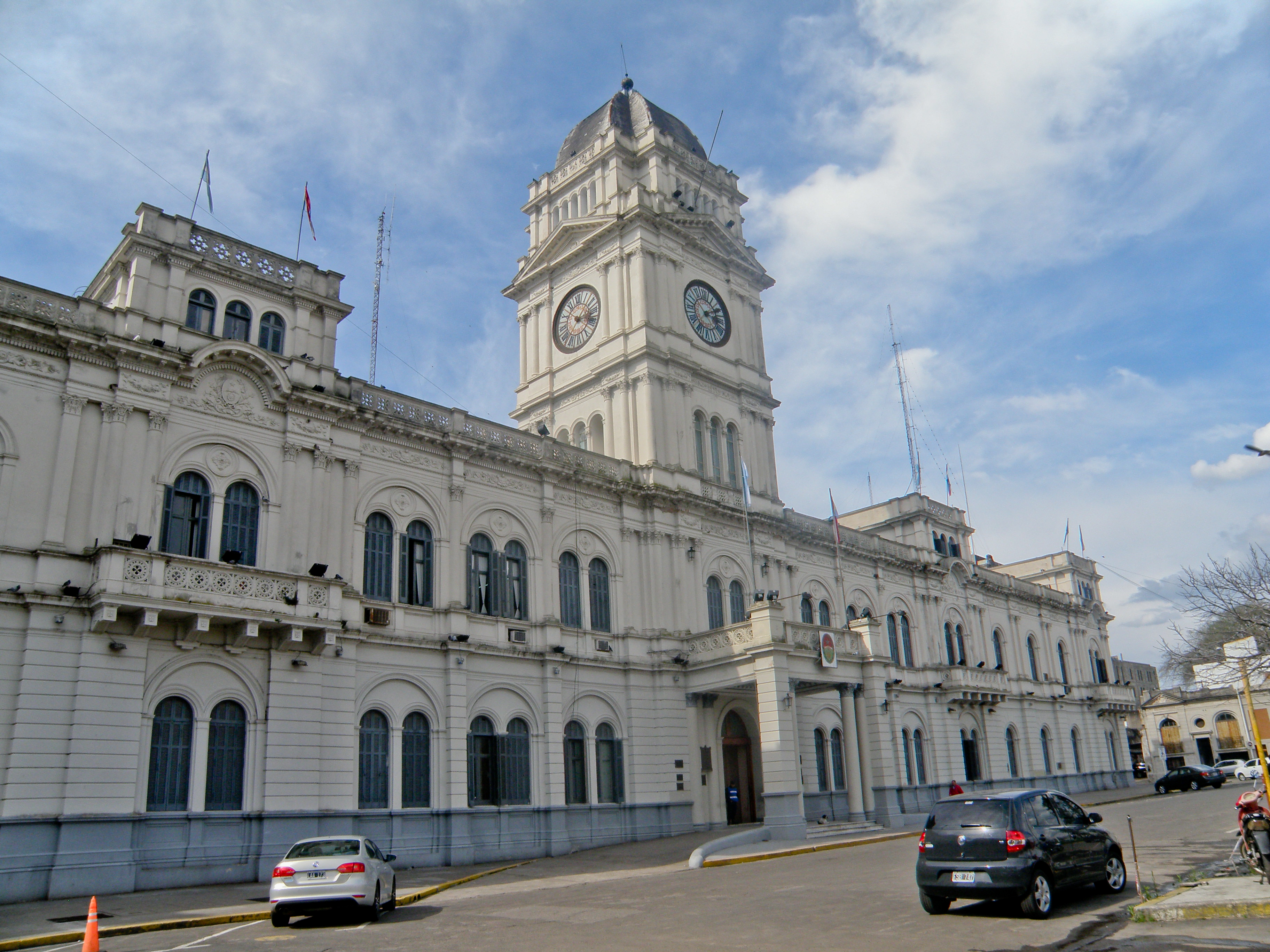
Casa de Gobierno Provincial.

La Casa de Gobierno de Entre Ríos, conocida como Casa Gris ubicada en el Centro Cívico de la ciudad es la sede de dos de los tres poderes provinciales: el Poder Ejecutivo y el Poder Legislativo. Su construcción fue proyectada por el Departamento Topográfico de la provincia, a cuyo cargo estaba el arquitecto Bernardo Rígoli, durante la gobernación de Eduardo Racedo, el 20 de julio de 1885. Para fines de ese mismo año había comenzado la construcción, bajo la dirección de Luis Sesarego. A su vez, la carpintería estuvo a cargo de Boeri y Cía., de Victoria y la herrería y tornería recayó en manos de Juan Oliver, habitante de la misma ciudad.
Ya promediando el año 1888 es habilitada una parte del edificio y en abril de 1889 se inauguran los recintos de ambas cámaras, concluyendo definitivamente la obra en 1890.
El edificio está basado en dos estilos, el barroco y el renacentista y concebido a modo de un palacio europeo.
Fue declarado Monumento Histórico Nacional en 1942.

### Parque Urquiza
El Parque Urquiza es el principal parque de la ciudad. Comprende un sector de 44 ha situado al noroeste de la ciudad, junto al río, limitado por la avenida costanera "Laurencena", Boulevard Mitre, Moreno, Güemes y Los Vascos.
Creado en 1894 en tierras que habían pertenecido al General Justo José de Urquiza, con diversas especies autóctonas y exóticas comprende un sector de recreación, esparcimiento y de gran atractivo turístico.
Cuenta con diferentes sectores, sitios dedicados al deporte, esculturas y estatuas e incluso un anfiteatro.

### Costanera
La costanera de Paraná se reinauguró el 12 de diciembre de 2004. La parte principal se extiende desde la playa privada del Paraná Rowing Club (oeste) hasta la "Sala Mayo" (este), pero toda la extensión de la costanera sería desde la Plaza Le Petit Pisant (oeste) hasta una parte más nueva del borde costero en calle Leiva y Ambrosetti (este). La costanera cuenta con caminos peatonales, asientos públicos, plazas con juegos infantiles, restaurantes, bebederos públicos, paradas de colectivos de la línea 1, baños públicos, custodia policial, y además una vista al río Paraná, las playas del Thompson, las Islas Puente y el islote Municipal.

### Bajada Grande
Bajada Grande es una zona ubicada al noroeste de la ciudad de Paraná, a orillas del río. Está delimitada por Av. Estrada, Av. Larramendi y Antonio Medina.
La zona de bajada grande fue la elegida por los primeros pobladores cuando en el siglo XVII, Santa Fe (Capital) debió ser trasladada de su primer emplazamiento en las cercanías de Cayastá hacia su actual lugar.
Era también el sitio en el cual los viajeros que se dirigían a Corrientes o al Paraguay hacían pie para continuar por el camino de la margen izquierda del Paraná.
Cuando se construyó el fuerte en el lugar que actualmente ocupa la plaza 1.º de mayo la población comenzó a concentrarse alrededor de este, quedando la bajada como un desembarcadero que con el correr del tiempo se volvió un importante puerto para la comunicación de la ciudad. El 16 de octubre de 1896 se inauguró un muelle construido por la empresa del Ferrocarril Central Entrerriano.
- En 1895 se inauguró una escuela que lleva el nombre "Doctor Francisco Soler".

- En Bajada Grande funcionó una fábrica de cemento, debido a que la zona cuenta con yacimientos calíferos.

### Puerto Viejo

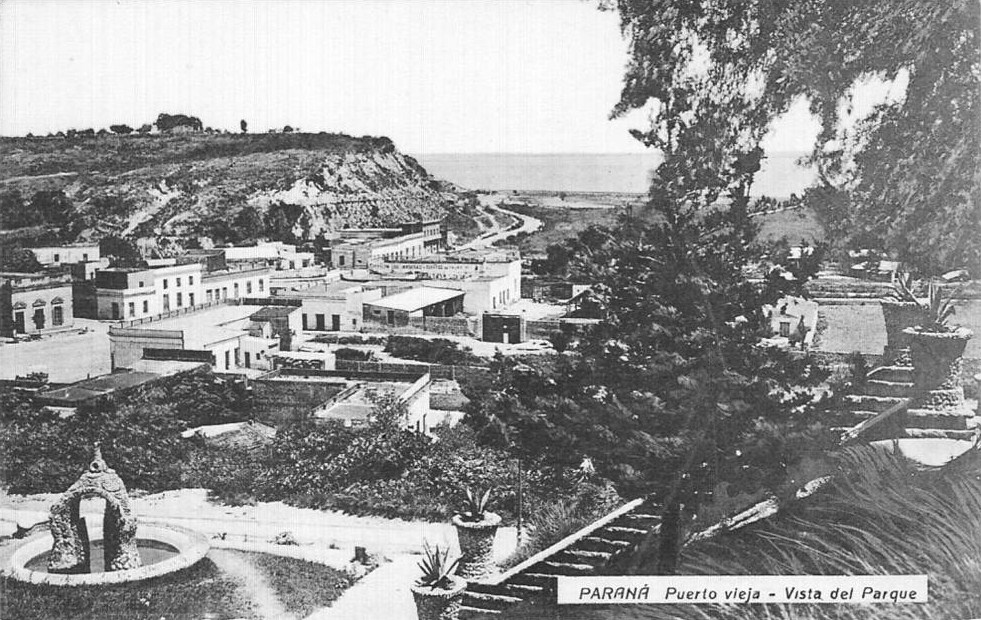
Panorama del Puerto Viejo. (ca. 1900)

Se ubica al final de la avenida costanera Laurencena junto a la desembocadura del arroyo Antoñico. En la época de la Confederación, el puerto de Paraná era uno de los más importantes contando con la habilitación para realizar comercio exterior. En los años 1890, el puerto adquirió una importancia comercial sobresaliente con la instalación de molinos, fábricas de aceite comestible, fábricas de ladrillos, tejas, baldosas, caños, talleres de carpintería y herrerías, caleras y un almacén naval. Hoteles, restaurantes y comercios abastecían las necesidades de la zona. Hacia 1901 era totalmente imposible utilizar el puerto a causa de los bancos de arena formados frente a este. Por este motivo se inició la construcción del Puerto Nuevo el 16 de abril de 1904, finalizándose recién en 1907.

### Iglesia San Miguel
La Iglesia San Miguel, ubicada en la esquina de Buenos Aires y Carlos Gardel en el centro paranaense, es una de las más reconocidas y antiguas de la ciudad. Su nombre recuerda al del patrono de la provincia de Entre Ríos. Es de estilo ecléctico con influencia del neogótico.

### Camping Toma Vieja
Hacia el nordeste de la ciudad y sobre la barranca que domina el Río Paraná se encuentra el Camping Toma Vieja, un predio municipal que ocupa las instalaciones de la primera toma de agua corriente que abasteció a la urbe. En 1886 la Municipalidad de Paraná había otorgado la explotación de ese servicio a James Anderson, que construyó la infraestructura de la actual Toma Vieja.
El servicio abarcaba la zona comprendida al este, Rioja; al oeste, 25 de Mayo (hoy Santiago del Estero); al sur, Feliciano y Nueva Granada (hoy Sebastián Vásquez) y al norte, Colón, incluyendo Alameda de la Federación hasta Mendoza (hoy Intendente Bertozzi). A los pocos años, las obras fueron expropiadas por deficientes, y explotadas por la Municipalidad, que a su vez transfirió el servicio de potabilización y distribución de agua a Obras Sanitarias de la Nación en 1905. Con la inauguración de la Toma Nueva y la planta potabilizadora Ramírez en 1941, la antigua toma de agua quedó fuera de funciones y la Municipalidad decidió transformarla en un campamento.
El complejo incluye capacidad para 650 carpas, un complejo de piscinas de 1500 metros cúbicos en total, destacándose en el mismo una pileta olímpica; y áreas destinadas al desarrollo de básquet, vóley, paddle, tenis y fútbol.
En 2013, el gobernador Sergio Urribarri impulsó un proyecto para transformar el predio en un complejo de aguas termales.
En junio del mismo año, dicho emprendimiento fue detenido por los mismos habitantes de Paraná, que resisten el avance de las obras con una acampada en el sitio. Además de la acción de otras organizaciones.

## Galería

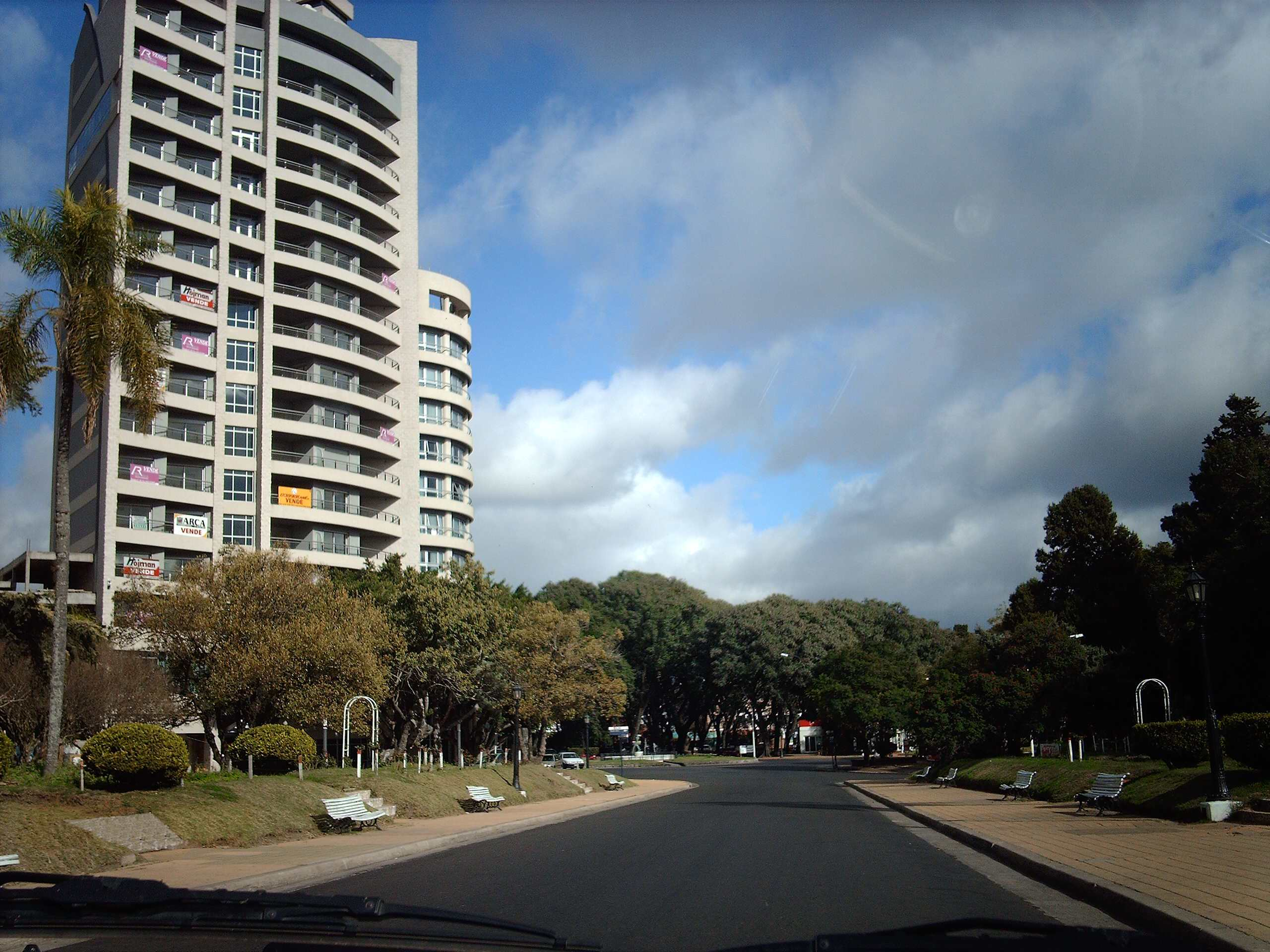
El Rosedal.
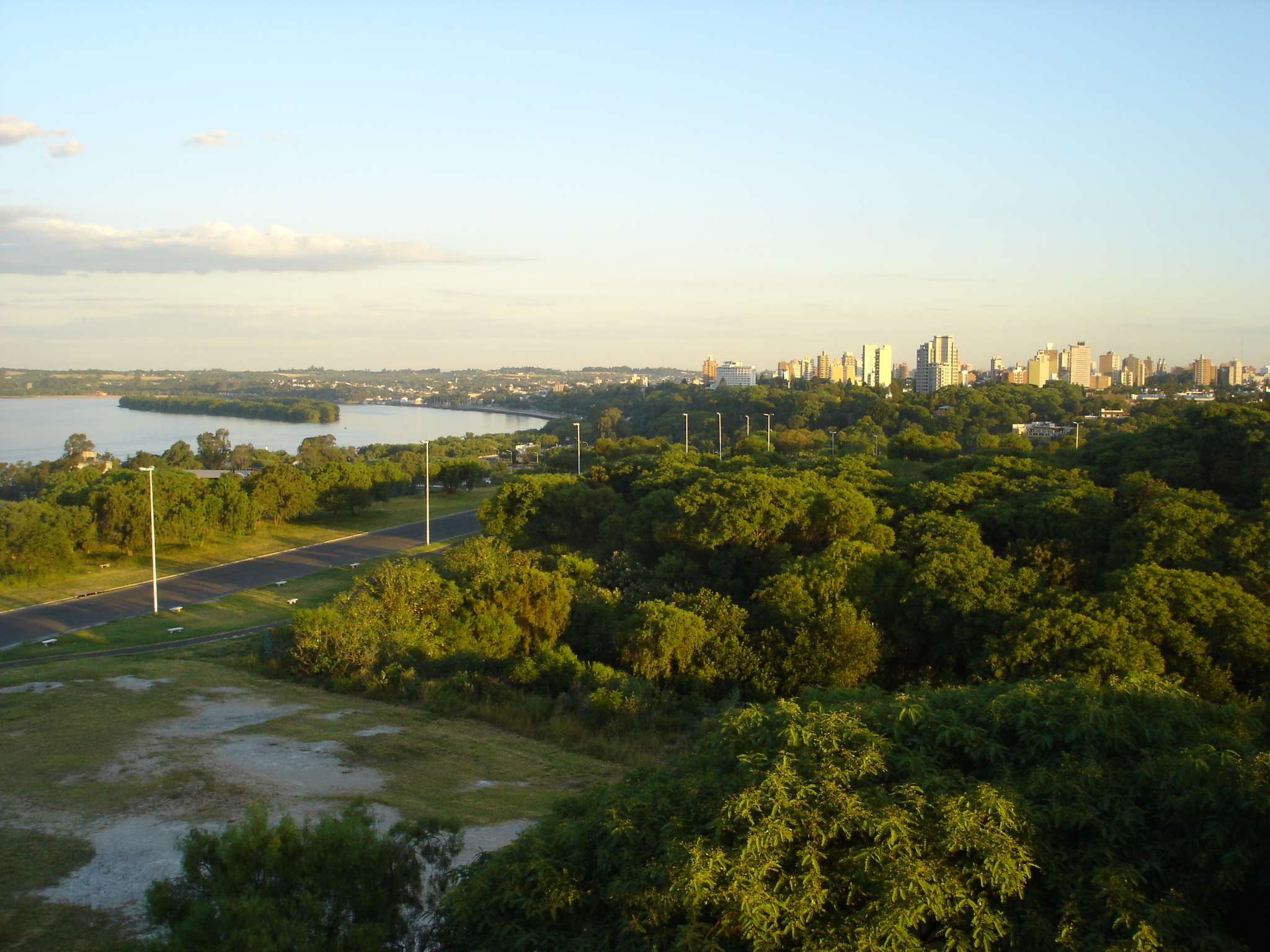
Ciudad del Paraná desde Parque Nuevo.
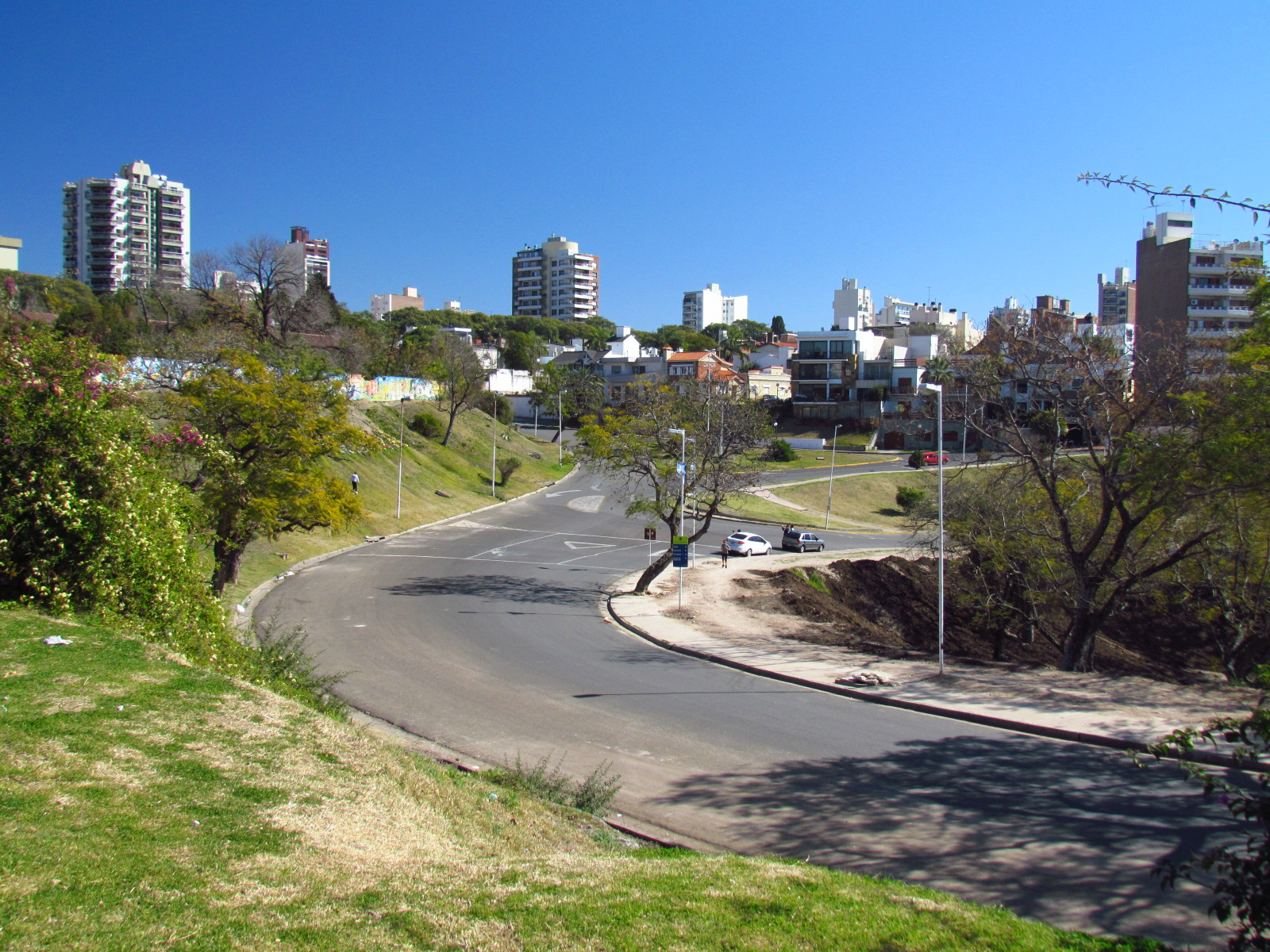
Calle Gregoria Matorras antes de la construcción del CPC.
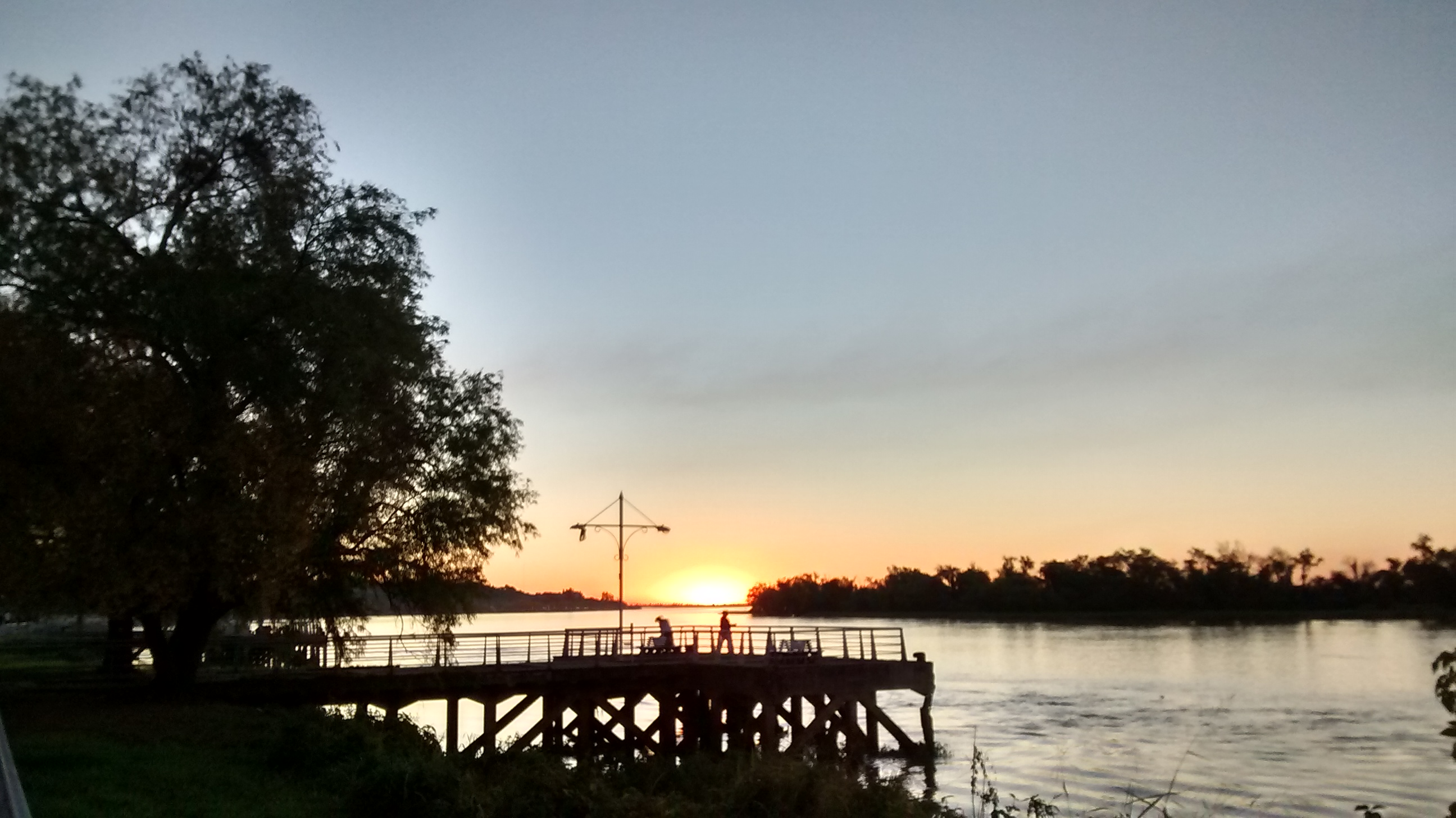
Atardecer en Costanera Paraná.
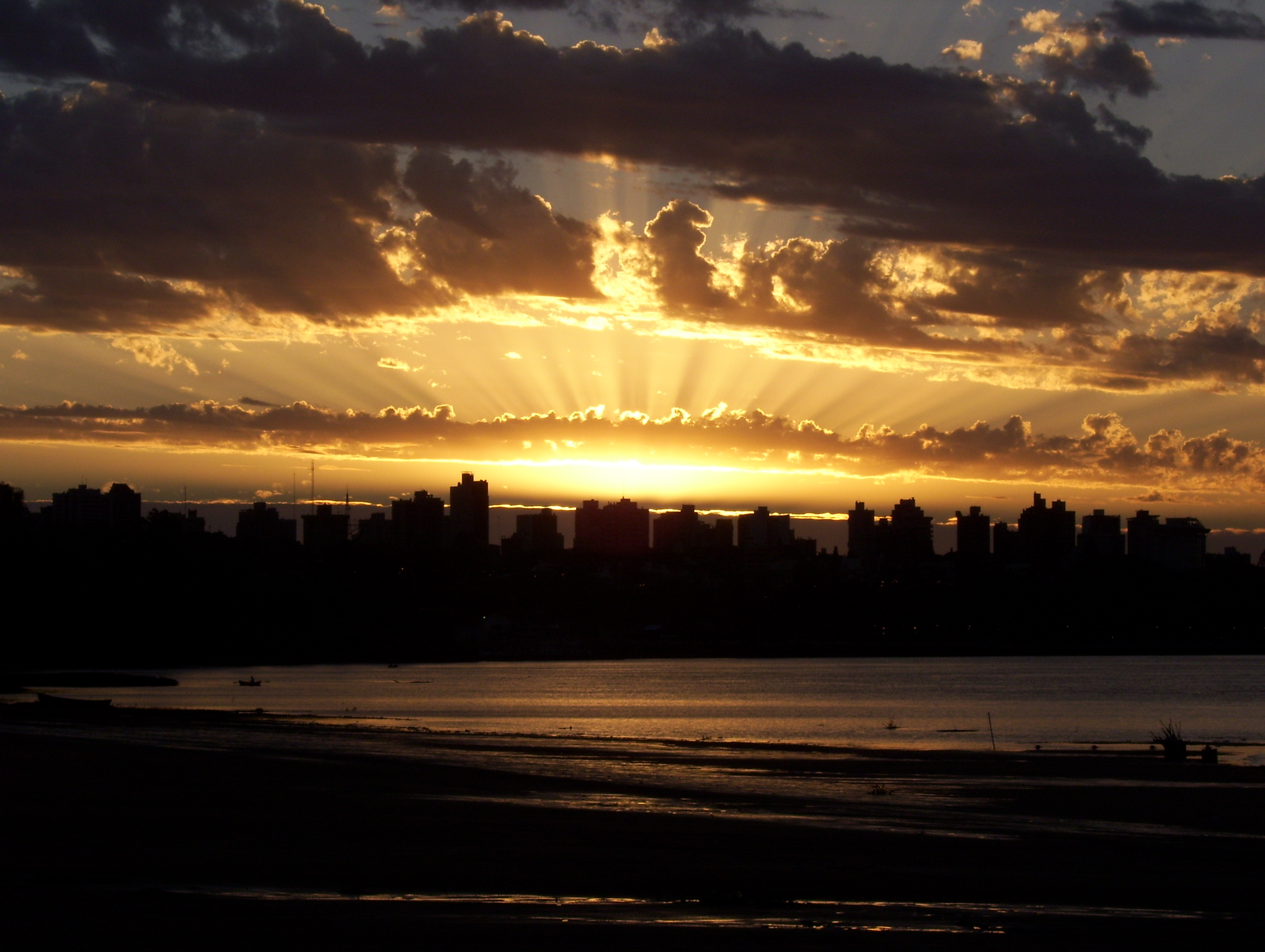
Ciudad de Paraná.
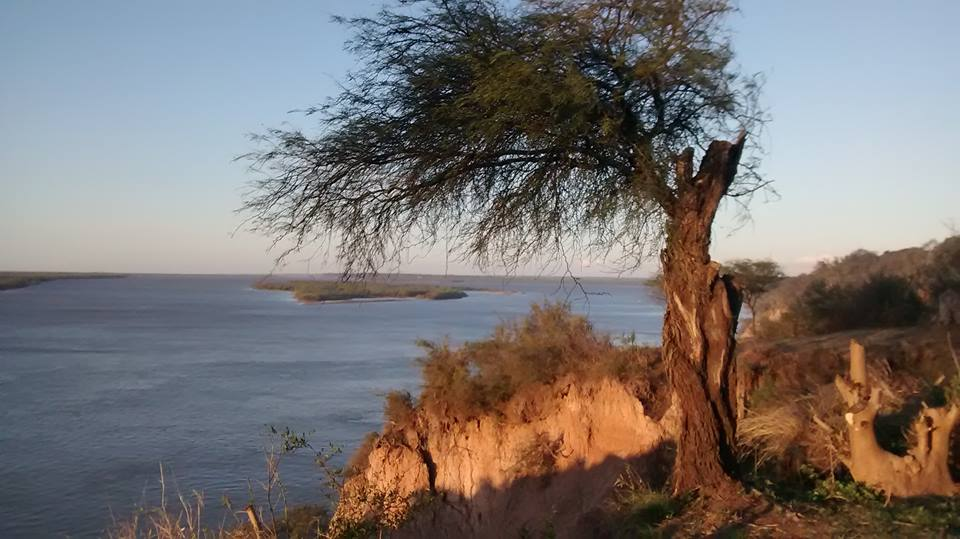
Toma Vieja-Paraná.
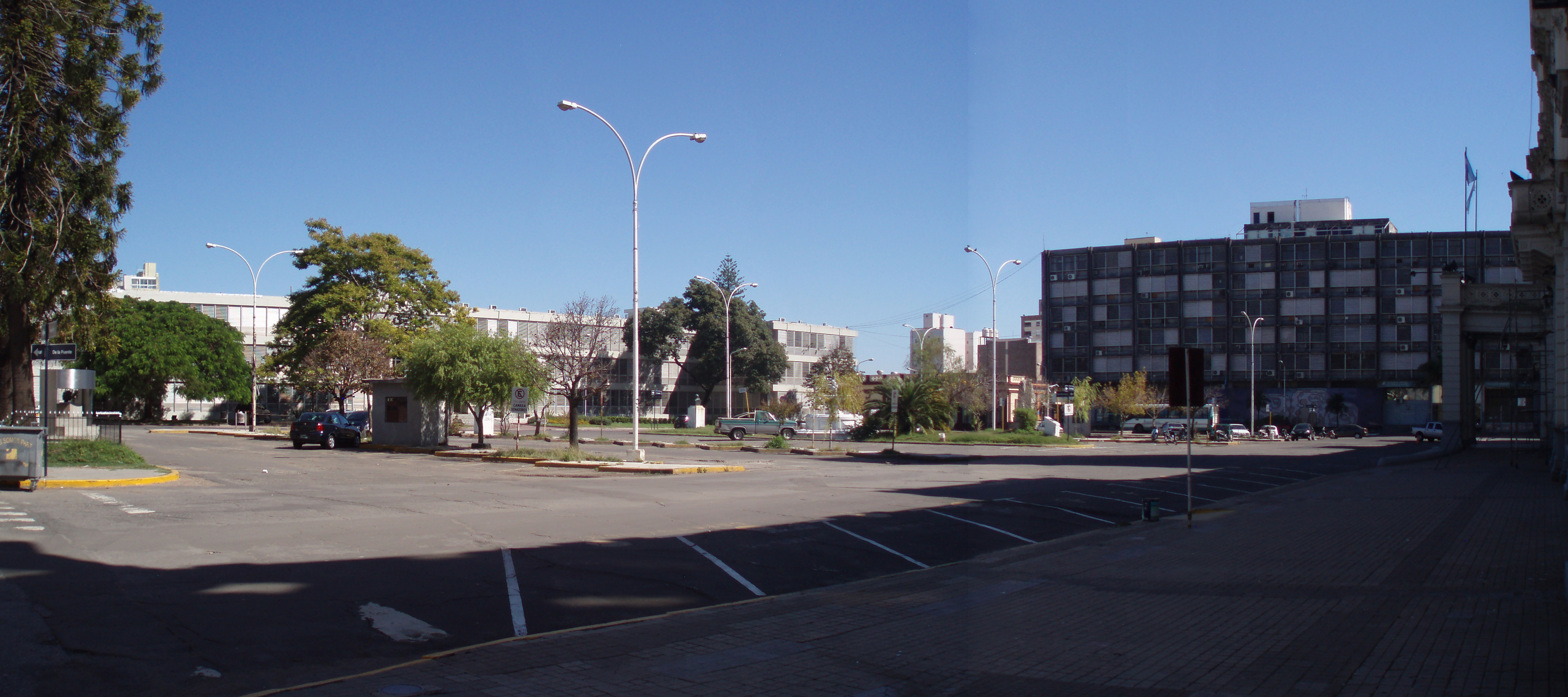
Plaza Mansilla Panorama.

## Despliegue de las Fuerzas Armadas
| Unidades de la Guarnición Militar Paraná                            | Sigla        |
| ------------------------------------------------------------------- | ------------ |
| Comando de la II Brigada Blindada General Justo José de Urquiza     | Cdo Br Bl 2  |
| Base de Apoyo Logístico Paraná                                      | BAL Paraná   |
| Escuadrón de Comunicaciones Blindado 2                              | Esc Com Bl 2 |
| Sección de Aviación de Ejército 2                                   | Sec Av Ej 2  |
| Hospital Militar Paraná Cirujano de División Doctor Francisco Soler | HM Paraná    |

| Unidades pertenecientes a la II Brigada Aérea |
| --------------------------------------------- |
| Grupo de Reconocimiento Aeroespacial          |
| Grupo Aéreo 2                                 |
| Grupo Base 2                                  |
| Grupo Técnico 2                               |
| Grupo 1 de Comunicaciones Escuela             |

## Relaciones exteriores
Paraná tiene relación y hermanamiento con varias ciudades de América, Europa y Asia, un consulado y un viceconsulado.

### Consulados
- consulado de Siria

- viceconsulado de Italia

### Ciudades hermanadas
- Montevideo, Uruguay, desde el 13 de febrero de 2025.
- Artigas, Uruguay, desde el 25 de mayo de 2005.[47]
- Leonforte, Italia, desde el 11 de enero de 1991.
- Muscatine, Estados Unidos, desde el 4 de agosto de 1989.
- Rejovot, Israel, desde el 2 de abril de 1995.[48]
- Xalapa-Enríquez, México, desde el 5 de junio de 2008.
- Torres, Brasil, desde el 7 de mayo de 2008.
- Nasáu, Bahamas, desde el 19 de julio de 2008.
- Puerto Príncipe, Haití, desde el 29 de noviembre de 2008.
- Porto Alegre, Brasil, desde el 12 de junio de 1992.[49]
- Santa Cruz de la Sierra, Bolivia, desde el 22 de junio de 1990.
- Santiago de Cuba, Cuba, desde el 23 de septiembre de 1992.[50]
- Santo Ângelo, Brasil, desde el 10 de diciembre de 1994.

## Parroquias de la Iglesia católica en Paraná
| Arquidiócesis | Paraná |
| ------------- | --- |
| Parroquias    | Catedral Nuestra Señora del Rosario, San Miguel Arcángel y Todos los Ángeles, Sagrado Corazón de Jesús, Nuestra Señora del Carmen, Nuestra Señora de la Piedad, Nuestra Señora de Fátima, Santa Teresita del Niño Jesús, Santa Rafaela María del Sagrado Corazón de Jesús, San Juan Bosco y Santo Domingo Savio, Virgen María de la Medalla Milagrosa, San Cayetano, San Roque, Nuestra Señora de Lujan, San Ana, San José Obrero, San Francisco de Borja, Santa Lucía, Santo Domingo Savio, Nuestra Señora del Rosario de Pompeya, San Agustín, San Juan Bautista, Cristo Peregrino y Santo Domingo de Guzmán, Nuestra Señora de Guadalupe, Inmaculado Corazón de María (en Bajada Grande) |